# 科学的人種主義
科学的人種主義（かがくてきじんしゅしゅぎ、Scientific racism、生物学的人種差別と呼ばれることもある）とは、人類は生物学的に異なる「人種」と呼ばれる分類群に細分することができるという、経験的証拠の存在を肯定する事で、人種主義（人種差別）、人種的な優劣を支持または正当化するための偽科学的な概念である。20世紀半ば以前は、科学的人種主義は科学界全体で受け入れられていたが、現在では科学的とはみなされていない。人類を生物学的に別々のグループに分け、対応する説明モデルを構築し適用することで、特定の身体的・精神的特徴によってこれらのグループに分類するという考え方を、人種主義、人種実在論、または人種科学と呼ぶ。現代の遺伝子研究とは相容れない事から、科学的コンセンサスとしてこの考え方は否定されている。
科学的人種主義とは、人類学（特に身体人類学）、頭蓋計測学、進化生物学、その他の学問や疑似科学を誤用、誤認、歪曲するものであり、人類学的類型論を提唱することによって、人間の集団を物理的にばらばらの人種に分類し、その一部は他より優れている、あるいは劣っていると主張するものである。科学的人種差別は1600年代から第二次世界大戦終結までの期間によく見られ、特に19世紀半ばから20世紀初頭にかけてのヨーロッパやアメリカの学術論文で顕著であった。20世紀後半以降、科学的人種主義は否定され、時代遅れであると批判されてきたが、人種区分の存在と重要性、優劣のある人種のヒエラルキーの信念に基づく人種差別的世界観を支持または正当化するために、根強く利用されてきた。
第二次世界大戦が終わると、科学的人種主義が理論的にも実際的にも正式に非難されるようになり、特にユネスコの初期の反人種主義声明『人種問題』（1950年）では、こう述べられている『生物学的事実としての人種と 「人種」という神話は区別されるべきである。実際の社会的な目的のために用いられる「人種 」という概念は、生物学的事実というよりも社会的な神話である。この「人種 」という神話は、人的にも社会的にも莫大な損害をもたらした。近年、この神話によって数多くの人命が失われ、計り知れない苦しみを引き起こした。』
。その後の進化遺伝学と自然人類学の発展により、人類学者の間では人種は生物学的なものというよりも、むしろ社会政治的な現象であるという新たなコンセンサスが生まれている。
現代では科学的人種主義という言葉は一般に侮蔑的に使われており、例えば『ベル・カーブ』（1994年）のような、より現代的な理論に対する批判的な文脈で使用される。批評家たちは、このような作品は人種と知能の間に遺伝的な関係があるなど、利用可能な科学的根拠に裏打ちされていない人種差別的な結論を仮定していると主張している。「人種を意識した」学術誌として創刊されたとされるMankind Quarterlyのような出版物は、人類の進化、知能、民族学、言語、神話、考古学、人種に関する境界科学的な内容を掲載しているため、一般に科学的人種主義の媒体とみなされている。

## 先行研究者

### 啓蒙思想家
啓蒙時代（1650年代から1780年代にかけての時代）には、現生人類単一起源説と多地域進化説の概念が広まったが、理論的に体系化されたのは19世紀になってからである。現生人類単一起源説とは、すべての人種の起源は単一であるとする考え方であり、多地域進化説とは、それぞれの人種の起源は別個であるとする考え方である。従って、18世紀までは「人種」と「種」という言葉は互換性があったと考えられている。

#### フランソワ・ベルニエ
フランソワ・ベルニエ（1620-1688）はフランスの医師であり旅行家であった。1684年、彼は人類を「人種」と呼ぶものに分け、個人、特に女性を肌の色と他のいくつかの身体的特徴で区別するという内容のエッセイ、"New Division of the Earth by the Different Species or 'Races' of Man that Inhabit It "を発表した。この論文は、ヨーロッパで最も古い学術雑誌『Journal des Savants』に匿名で掲載された。
このエッセイによると、第一の人種はヨーロッパ、北アフリカ、中東、インド、東南アジア、アメリカ大陸の人々、第二の人種はサハラ以南のアフリカの人々、第三の人種は東アジアと北東アジアの人々、第四の人種はサーミの人々とされた。フランスのサロン文化の産物であるこのエッセイは、さまざまな種類の女性の美に重点を置いていた。ベルニエは、その斬新な分類が世界各地を旅した個人的な経験に基づいていることを強調した。ベルニエは、本質的な遺伝的差異と環境要因に依存する偶発的差異を区別ており、後者がサブタイプを区別するのに関連するかもしれないと示唆した。ベルニエの生物学的な人種分類は、身体的形質を超えるものではなかったし、人間の多様性の程度を説明する上で気候や食生活が果たす役割も認めていた。ベルニエは、人類全体を人種的に分類するために「人間の種」という概念を拡張した最初の人物であったが、彼が考えたいわゆる「人種」間での文化的ヒエラルキーは確立していなかった。その一方で、彼はヨーロッパ白人を規範とし、他の「人種」はそこから逸脱していると明確に位置づけた。
彼は、温帯ヨーロッパ、アメリカ大陸、インドの人々は、文化的には互いに大きく異なるが、ほぼ同じ人種集団に属していると考え、インド（彼の主な専門分野）とヨーロッパの文明の違いを気候や制度史を通して説明した。対照的に、彼はヨーロッパ人とアフリカ人の生物学的な違いを強調し、北欧の寒冷地に住むサーミ（ラップ）人や喜望峰に住むアフリカ人に対しては非常に否定的な発言をした。例えば、ベルニエはこう書いている:
ラップ人は第4の人種である。彼らは小柄で背が低く、脚が太く、肩幅が広く、首が短く、顔はどう形容していいかわからないが、長く、本当にひどく、熊の顔を連想させる。私はダンツィヒで2回しか見たことがないが、私が見た肖像画によれば、また多くの人から聞いたところによれば、彼らは醜い動物だ。
ジョーン＝パウ・ルビエスが「近代人種言説」と呼ぶものの成立における、ベルニエの思想の意義については議論があり、シープ・シュトゥールマンはこれを近代人種主義思想の始まりとみなしているが、ジョーン＝パウ・ルビエスは、ベルニエの人間観全体を考慮に入れれば、その意義は薄いと考えている。

#### ロバート・ボイル

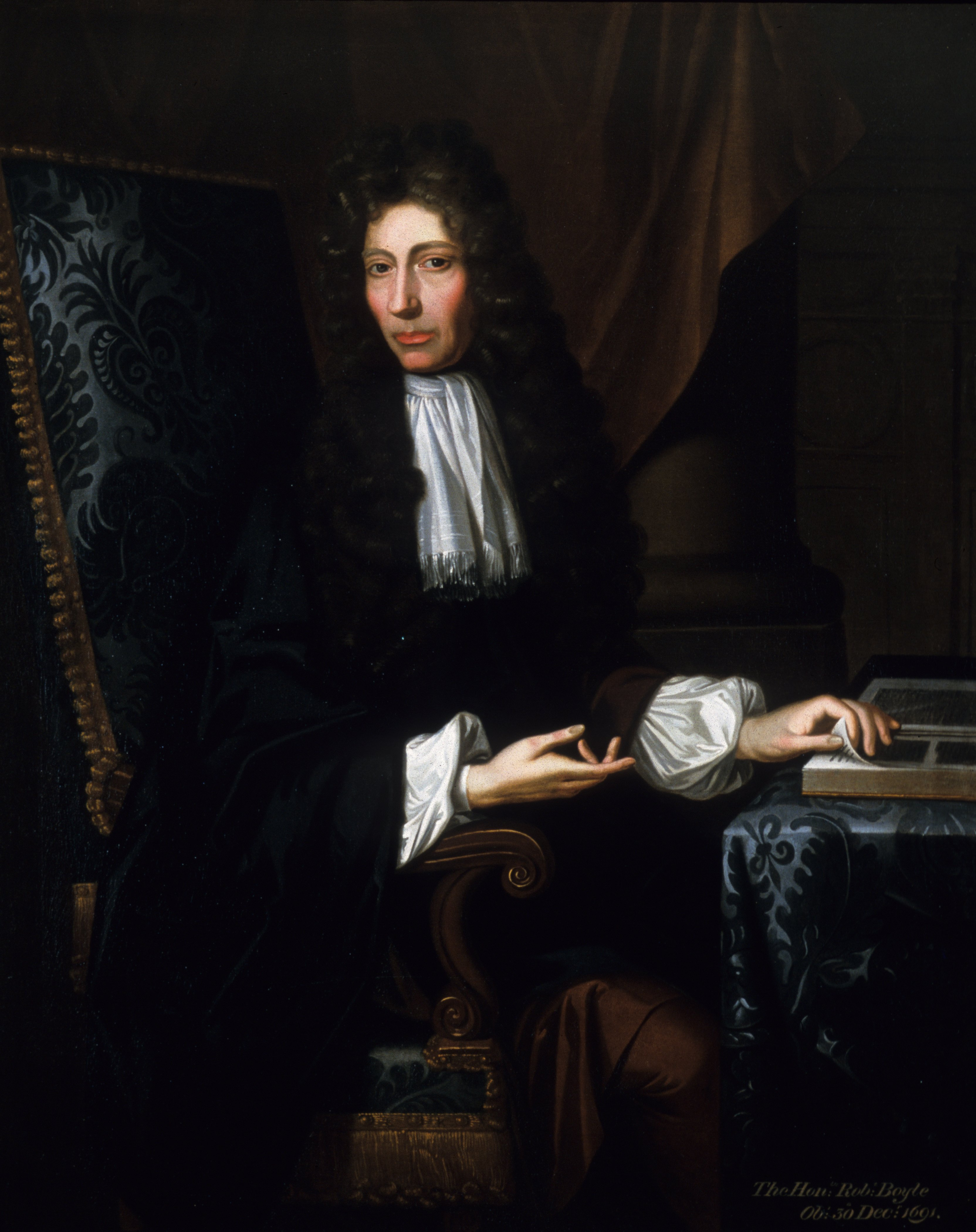
ロバート・ボイル肖像

イギリス系アイルランド人の自然哲学者、化学者、物理学者、発明家であるロバート・ボイル（1627-1691年）は、人種を研究した初期の科学者である。ボイルは、今日「現生人類単一起源説」と呼ばれるもの、つまり、どんなに多様な人種であっても、すべての人種は同じ源から生まれたと信じていた： アダムとイブである。彼は、両親と肌の色が異なるアルビノが生まれたという報告を研究し、アダムとイブはもともと白人であり、白人は異なる色の人種を産むことができると結論づけた。ロバート・フックとアイザック・ニュートンの物理学における光学を介した色と光に関する理論は、ロバート・ボイルによって人種の違いに関する言説にも拡張され、おそらくこれらの違いは 「精液の印象」によるものだろうと推測していた。しかし、ボイルの著作には、当時の「ヨーロッパ人の目」にとって、美しさは肌の色ではなく、「背の高さ、体の部分の美しい対称性、顔の特徴の良さ」で測られていたことが記されている。科学界のさまざまな人々が彼の見解を否定し、不穏当 あるいは 滑稽と評した。

#### リチャード・ブラッドレー
リチャード・ブラッドレー（1688-1732）はイギリスの博物学者である。ブラッドレーは『自然の所産に関する哲学的説明』（1721年）という著書の中で、肌の色やその他の身体的特徴から「5種類の人間」が存在すると主張した。すなわち、ヒゲのあるヨーロッパ白人、ヒゲのないアメリカ白人（アメリカ先住民のこと）、銅色の肌、小さな目、まっすぐな黒髪の男性、まっすぐな黒髪の黒人、巻き毛の黒人である。ブラッドレーの説明は、後にリンネが分類するきっかけになったと推測されている。

#### ケイムズ卿

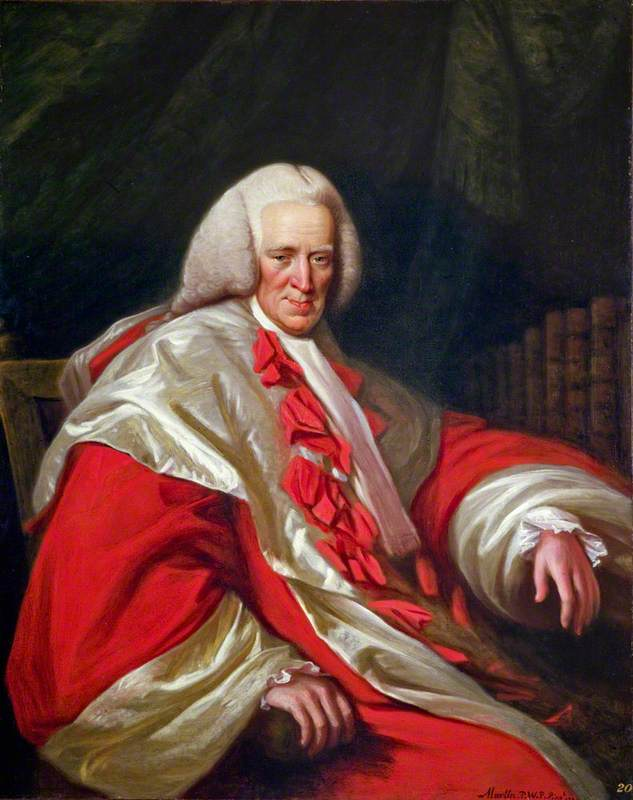

スコットランドの弁護士ヘンリー・ホーム=ケイムズ卿（1696-1782）は多地域進化説論者であり、神が地球上に異なる人種を別々の地域に創造したと考えていた。ホームは1734年に出版した『人間の歴史に関するスケッチ』の中で、環境、気候、社会のあり方では人種の違いは説明できないと主張した。

#### カール・リンネ

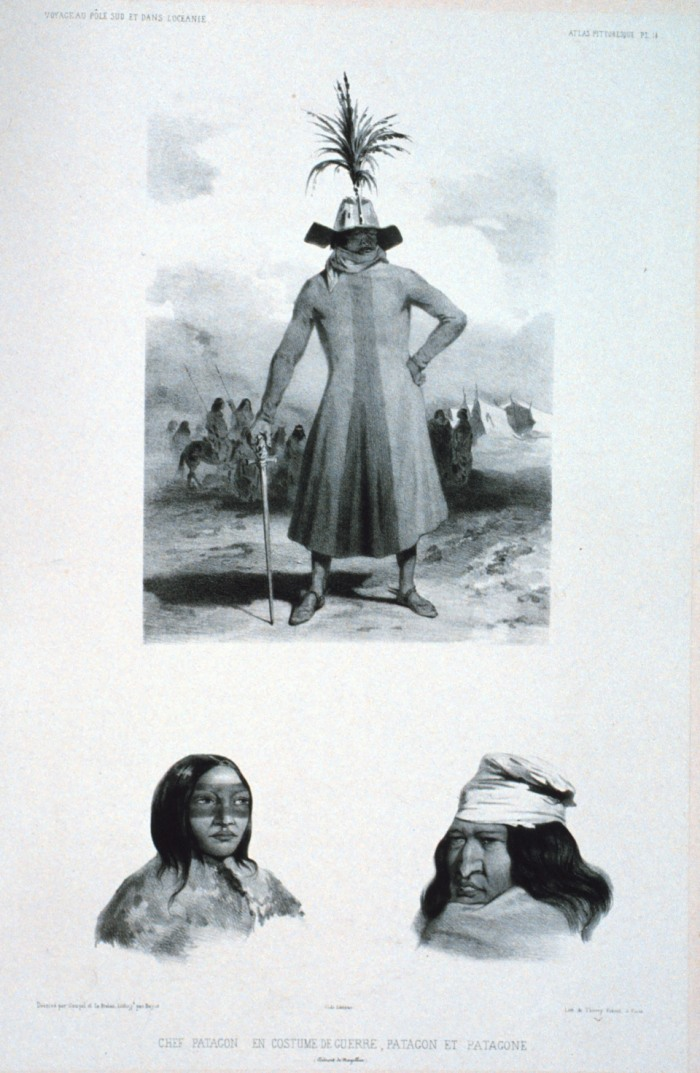
Homo monstrosus （パタゴニアの巨人）の図、ジュール・デュモン・デュルヴィル著『南極点への航海とオセアニア』より

スウェーデンの医師、植物学者、動物学者であるカール・リンネ（1707-1778）は、動植物の二名法という確立された分類学的基礎を修正し、ヒトを異なるサブグループに分類した。Systema Naturae 第12版（1767年）では、ヒトを5つの「変種」に分類した。それぞれは、「文化や場所によって異なる」以下の人相学的特徴を持っているとしている：
- アメリカヌス：赤、短気、直立；黒、ストレート、太い髪；鼻の穴が開いている；顔にそばかすがある；あごにひげがない；頑固、熱心、自由；自分を赤い線で塗りつぶす；習慣に支配される。
- ヨーロピアヌス：白人で、血色がよく、筋肉質、黄色がかった長い髪、青い目、穏やかで、鋭敏で、独創的、緊密な法衣に覆われ、習慣に支配される。
- アジア人：黄色、メランコリック、堅物、黒髪、黒い目、厳格、高慢、貪欲、ゆるい衣服で覆われている、信念に支配されている。
- アファーまたはアフリカヌス：黒色、痰質、リラックス、黒色の縮れ毛、絹のような肌、平らな鼻、腫れぼったい唇、女性は細長い大陰唇、乳腺から豊富な乳汁が出る、狡猾、怠惰、怠慢、油脂を自らに塗る、気まぐれに支配される。[28][29][30]
- モンストロサス（Monstrosus）とは、『自然哲学体系（Systema Naturae）』の初版には登場しなかった神話上の人類である。その亜種には以下が含まれる： 四本足で無口、毛深い、Homo feralis（野生の男）、動物に飼育される Juvenis lupinus hessensis（ヘッセン狼少年）、Juvenis hannoveranus（ハノーヴァーの少年）； Puella campanica（シャンパーニュの野生少女）、俊敏だが気弱なHomo monstrosus（怪物人間）、Patagonian giant（パタゴニアの巨人）、Dwarf of the Alps（アルプスの小人）、Monorchid Khoikhoi（ホッテントット）。『Amoenitates academicae』（1763年）の中でリンネは、神話に登場するHomo anthropomorpha（擬人化された人間）、つまりトロロディテ、サテュロス、ヒュドラ、フェニックスなどの人型生物を紹介したが、これらは誤ってヒト上科生物と同定された。[31]

リンネがヒトを分類した根拠については異論がある。一方では、リンネの分類は民族中心主義的であるだけでなく、皮膚の色に基づくものであったとする厳しい批判もある。レナート・G・マッツォリーニは、皮膚の色に基づく分類はその核心において白人／黒人の両極であり、リンネの考え方は後の人種差別思想のパラダイムとなったと主張した。一方、Quintyn (2010)は、リンネの分類は地理的分布基づくものであり、階層的なものではないと考える著者もいたと指摘している。ケネス・A・R・ケネディ（1976）の意見によれば、リンネが自文化を優れていると考えたのは確かだが、ヒトの品種を分類した動機は人種中心ではなかったと述べている。古生物学者のスティーヴン・ジェイ・グールド（Stephen Jay Gould）（1994）は、この分類は「人種主義の伝統の中で形成されたランクに基づく、多数のヨーロッパ人が好んだ順序ではなかった」と主張し、リンネの分類は、人の気質は生物学的な体液と関係があるかもしれないという医学的な体液説に影響されたものであると述べた。1994年のエッセイで、グールドはこう付け加えている。「私は、リンネが自分のヨーロッパ品種が他の品種より優れているという従来の信念を持っていたことを否定するつもりはない〈中略〉それにもかかわらず、そしてこのような含意にもかかわらず、あからさまに幾何学的なリンネのモデルは直線的でも階層的でもなかった。」。
2008年にロンドンのリンネ協会から発表されたエッセイの中で、マリー＝クリスティーヌ・スクンクは、リンネの発言は「ヨーロッパ人の優位性は "文化 "にあり、リンネの分類学における決定的な要因は人種ではなく "文化 "である」という見解を反映していると解釈している。この論点に対してスクンクは、リンネの見解を単なる「ヨーロッパ中心主義」であって、リンネ自身は人種差別的な行動を呼びかけたことはなく、"人種 "という言葉も使っていないとしている。"人種 "という言葉は、後に "彼のフランス人敵対者であるビュフォンによって "導入されたに過ぎないと主張している。しかし、人類学者のアシュレー・モンタグは、その著書『人間の最も危険な神話：人種の誤謬』の中で、ビュフォンはまさに「あらゆる厳格な分類の敵」であり、そのような大雑把な分類とは正反対であり、「人種」という言葉を使っていなかったと指摘している。「ビュフォンがこの言葉を狭義の意味ではなく、むしろ一般的な意味で使っていることは、ビュフォンを読んでみてよくわかった」とモンタグは書いている。ビュフォンはフランス語のla raceという言葉を使ったが、その時たまたま論じていた集団の総称として使っていたことを指摘している： 例えば、「デンマーク人、スウェーデン人、ムスコビトのラップランド人、ノヴァ・ゼンブラの住民、ボランディア人、サモイデス人、旧大陸のオスティアック人、グリーンランド人、そして新大陸のエスキモー・インディアンの北にいる未開人は、一つの共通の人種であるように見える」と述べている。
学者のスタンレー・A・ライスは、リンネの分類が「人間らしさや優劣の序列を意味する」ものではなかったことに同意している。しかし、現代の批評家たちは、リンネの分類は明らかにステレオタイプであり、風習や伝統といった人類学的で生物学的でない特徴を含んでいる点で間違っているとみなしている。

#### ジョン・ハンター

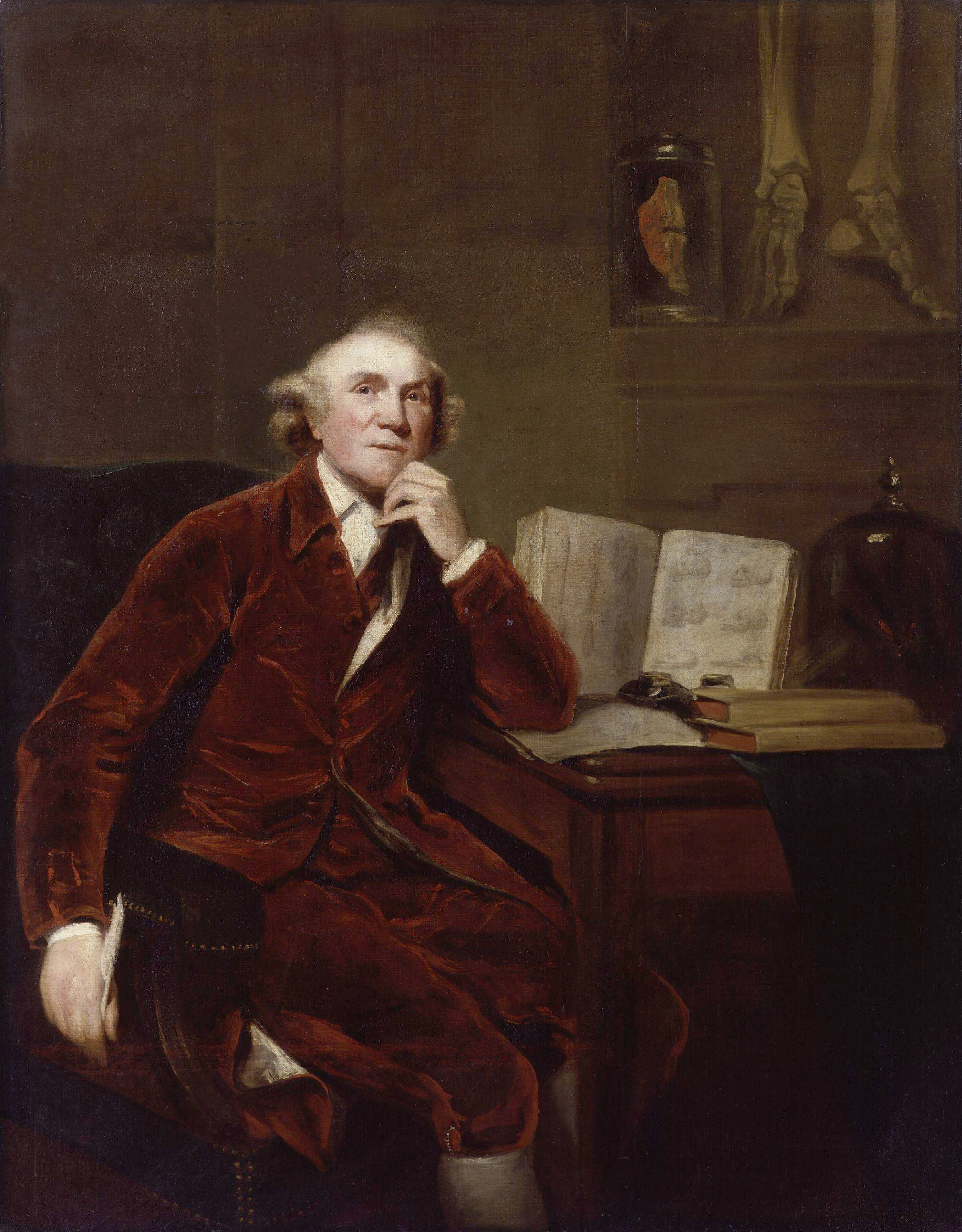
ジョン・ジャクソン作ジョン・ハンター 肖像1786年にロイヤル・アカデミーに出品したジョシュア・レイノルズ卿の原画をもとに、1813年に作成された。

スコットランドの外科医ジョン・ハンター（1728-1793）は、ネグロイド人種は生まれつき白人であると考えた。彼は、時間の経過とともに、太陽の光に照らされ、黒っぽい肌、つまり "黒人 "になったと考えた。ハンターはまた、黒人の水ぶくれや火傷が白くなるのは、彼らの祖先がもともと白人であった証拠であると主張した。

#### チャールズ・ホワイト
チャールズ・ホワイト（1728-1813）は、イギリスの医師であり外科医であったが、人種は「存在の大いなる連鎖」の中で異なる位置を占めていると考え、人類が互いに異なる起源を持つことを科学的に証明しようとした。彼は白人と黒人は2つの異なる種であると推測した。ホワイトは、異なる人種は別々に創られたという考えである多地域進化説の信奉者であった。彼の『Account of the Regular Gradation in Man』（1799年）は、この考えに実証的な根拠を与えた。ホワイトは、フランスの博物学者ジョルジュ＝ルイ・ルクレール（ビュフォン伯爵）の「同じ種しか交配できない」という交配性論に反論することで、多系統説を擁護した。ホワイトは、キツネ、オオカミ、ジャッカルといった種の交雑を指摘した。ホワイトにとって、それぞれの種族は独立した種であり、それぞれの地理的地域のために神によって創造されたのであるとした。

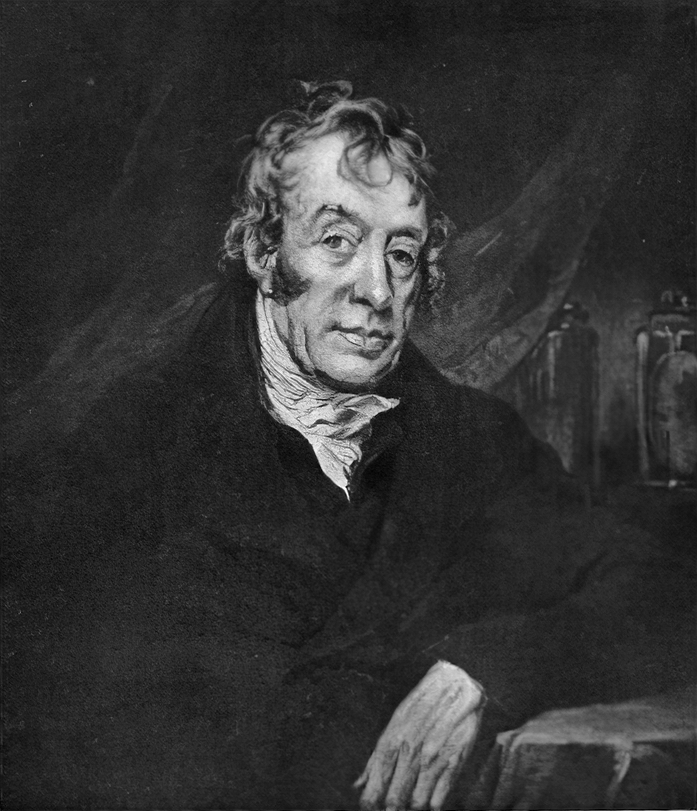
チャールズ・ホワイト肖像

#### ビュフォンとブルーメンバッハ

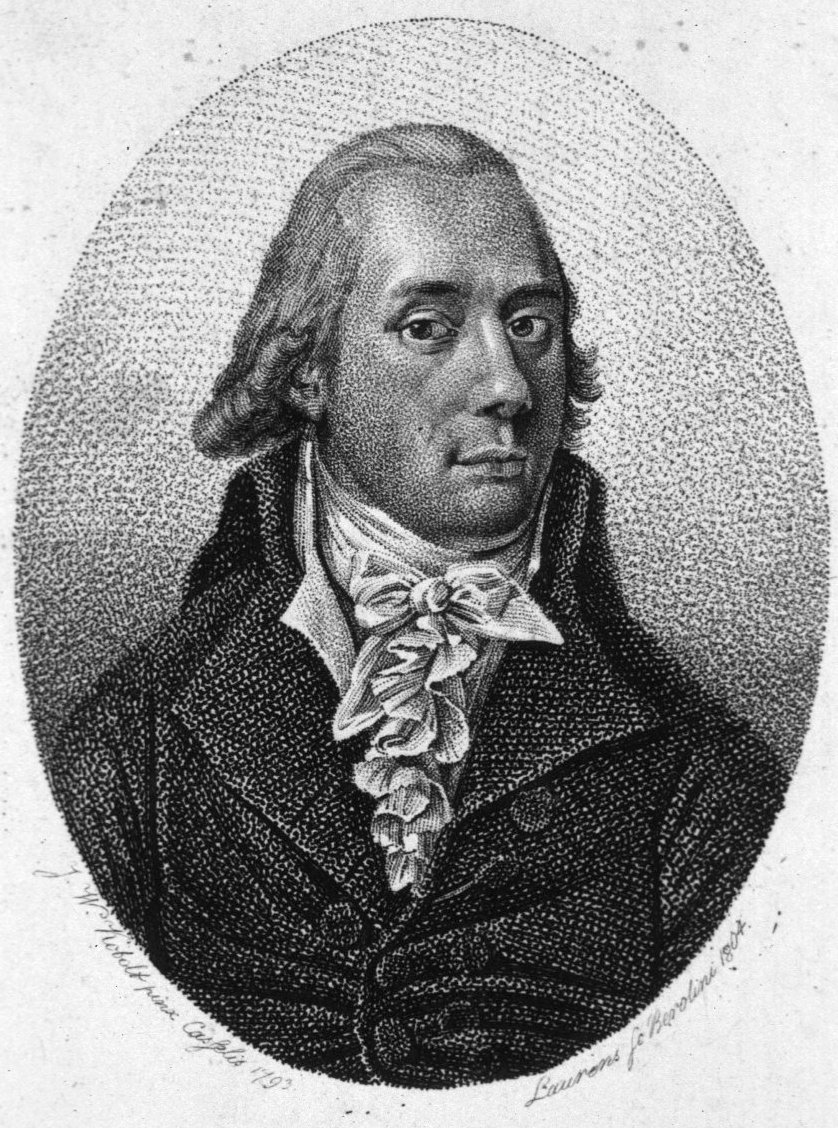
ヨハン・フリードリヒ・ブルーメンバッハ肖像

フランスの博物学者ジョルジュ＝ルイ・ルクレール・ド・ビュフォン伯爵（1707-1788）とドイツの解剖学者ヨハン・ブルーメンバッハ（1752-1840）は、すべての人種の起源は単一であるという「現生人類単一起源説」の支持者であった。ビュフォンとブルーメンバッハは、人種差の起源について「退化説」を信じていた。アダムとイブは白人であり、それ以外の人種は気候、病気、食事などの環境的要因による退化によって生まれたと主張した。このモデルによれば、ネグロイドの色素沈着は熱帯の太陽の熱のせいであり、エスキモーの褐色は寒風のせいであり、中国人はタルタル人よりも肌が白い。環境的要因、貧困、雑種化によって人種は「退化」し、「人種化」のプロセスによって本来の白人種と区別されるようになったのである。興味深いことに、ビュフォンとブルーメンバッハはともに、適切な環境制御を行えば退化は元に戻り、現代人のすべての形態は元の白人種に戻ると考えていた。
ブルーメンバッハによれば、人種は5つあり、すべて単一種に属する： 白人、モンゴル人、ネグロイド、アメリカ人、マレー人である。ブルーメンバッハはこう述べている： 「私がコーカソイドを第一位とした理由は後で述べるが、私はこれを原初のものと見なしている。」
ジェームズ・ハットンと科学的な地質学が登場する以前は、多くの人が地球の年齢は6,000年しかないと信じていた。ビュフォンは、熱した鉄球を使った実験を行い、それが地球の核のモデルであると考え、地球は75,000年前のものであると結論づけたが、アダムと人類の起源は8,000年以上は遡らないと考えていた。これはほとんどの単一起源説論者が支持する一般的なアッシャーの年表における、天地創造の時期である6,000年前よりさほど遠くなく、単一起源説に対する反対論者はこのような短期間で人種が著しく変化することは困難であると考えた。

#### ベンジャミン・ラッシュ
アメリカ建国の父であり、医師でもあったベンジャミン・ラッシュ（1745-1813）は、黒人であることは遺伝性の皮膚病であり、それを「ネグロイド症」と呼び、治すことができると提唱した。ラッシュは、非白人は実は肌の色は白いが、伝染性のないハンセン病に冒されており、それが肌の色を黒くしていると考えた。ラッシュは、「白人は（黒人を）専制してはならない、彼らの病気は彼らに人間性の二倍の部分を与える権利があるはずだから」という結論を導き出した。しかし、同じ意味で、白人は彼らと結婚すべきではないともした。

#### クリストフ・マイナース

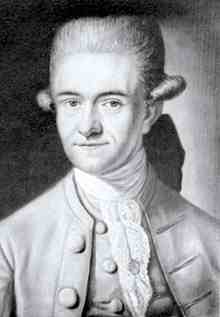
クリストフ・マイナーズ肖像

クリストフ・マイナース（1747-1810）はドイツの多地域進化説論者で、それぞれの人種には別々の起源があると信じていた。マイナースは各人種の身体的、精神的、道徳的特徴を研究し、その結果に基づいて人種ヒエラルキーを構築した。彼は人類を "美しい白色人種 "と "醜い黒色人種 "の2つに分類した。マイナースは『人類史概説』という著書の中で、人種の主な特徴は美醜のどちらかであると主張した。マイナースは白人種だけを美しいと考え、醜い人種は劣等で、不道徳で、動物のようだと考えた。マイナースは、暗くて醜い民族が、美徳の "悲しい "欠如と "恐ろしい悪徳 "によって、白くて美しい民族とどのように区別されるかについて書いている。
マイナースは、黒人は他のどの人種よりも痛みを感じず、感情が欠如しているという仮説を立てた。マイナースは、黒人は神経が太く、他の人種のように敏感ではないと書いた。彼は、黒人は "人間的な感情もなければ、動物的な感情もない "とまで言った。マイナースは、ある黒人が生きたまま火刑に処せられた話を紹介した。火刑の途中で、その黒人はパイプを吸いたいと言い出し、何事もなかったかのようにパイプを吸いながら、生きたまま火刑に処され続けた。マイナースは黒人の解剖学を研究し、黒人は他のどの人種よりも歯と顎が大きいという観察結果から、黒人はすべて肉食動物であるという結論に達した。マイナースは、黒人の頭蓋骨は他のどの人種よりも大きいが、脳は他のどの人種よりも小さいと主張した。マイナースは、ニグロが地球上で最も不健康な人種であるのは、その貧しい食生活、生活様式、モラルの欠如のためだと説いた。
マイナースはアメリカ人の食生活を研究し、彼らはあらゆる "汚い臓物 "を食べ、大量のアルコールを摂取していたと語った。アメリカ人の頭蓋骨は非常に厚く、スペイン剣の刃が頭蓋骨に当たって砕け散ったという。また、アメリカ人の皮膚は牛よりも厚いと主張した。
マイナースは、最も高貴な民族はケルト人であると書いた。その根拠は、ケルト人が世界各地を征服できたこと、暑さや寒さに敏感であること、食べるものを選ぶ繊細さがあること、などである。マイナースは、スラブ人は劣った人種であり、"繊細さに欠け、粗食で満足する "と主張した。彼は、スラブ人が毒キノコを食べても害がなかったとされる話を紹介した。彼は、スラブ人の医療技術も逆効果だと主張した。一例として、病人をオーブンで温めた後、雪の中で転ばせるという彼らの習慣を紹介した。

### 後世の思想家

#### トーマス・ジェファーソン
トーマス・ジェファーソン（1743-1826）はアメリカの政治家、科学者、奴隷所有者である。彼が科学的人種主義の発展に寄与した事は、多くの歴史家、科学者、学者によって指摘されている。McGill Journal of Medicineに掲載された論文によれば、次の通りである： 
ダーウィン以前の人種理論家の中で最も影響力のある一人であるジェファーソンは、アフリカ系アメリカ人の明らかな "劣等性 "を決定するために科学を求めた。これは、科学的人種主義の進化において極めて重要なステップであった。
ニューヨーク・タイムズ紙に寄稿した歴史家ポール・フィンケルマンは、「科学者であったジェファーソンだが、それにもかかわらず、黒人は "血の色に由来する "かもしれないと推測し、黒人は "肉体と精神の素質において白人より劣っている "と結論づけた」と述べている。ジェファーソンは『ヴァージニア州についてのノート』の中で、黒人について次のように述べている：
彼らは睡眠をあまり必要としないようだ。黒人は一日中重労働をした後、夜明けとともに出かけなければならないとわかっていても、ちょっとした娯楽に誘われて夜中まで、あるいはそれ以降も起きている。彼らは少なくとも勇敢で、冒険好きなのだ。しかし、これはおそらく、危険が目の前に迫ってくるまで危険を察知することができない、先見の明のなさから来るものだろう。危険な目に遭っても、白人ほど冷静かつ堅実にやり過ごすことはない。彼らは女性をより熱烈に求めるが、愛とは、情緒と感覚の柔らかで繊細な混合というよりは、熱烈な欲望であるように思われる。彼らの悲しみは一過性のものである。天がわれわれに生命を与えたのが慈悲によるものか怒りによるものかを疑わせるような無数の苦難は、彼らにはあまり感じられず、すぐに忘れ去られる。一般に、その存在は、内省よりも感覚的なものであるように見える...。記憶力、理性、想像力といった能力で比較すると、記憶力においては白人と同等である。理性においては、ユークリッドの研究をトレースして理解する能力を持つ（黒人の）者はほとんどいないと思われるほど劣り、想像力においては、鈍く、精彩に欠き、変則的である...したがって私は、黒人はもともと別個の人種であったにせよ、時代や状況によって別個の人種となったにせよ、肉体的にも精神的にも白人より劣っているのではないかという疑念を抱いているのである。
しかし1791年、ジェファーソンは、教養ある黒人数学者ベンジャミン・バネカーから手紙と年鑑を贈られたことで、黒人に知性があるかどうかという以前の疑念を見直さざるを得なくなった。黒人の知性の存在を科学的に証明する証拠を発見したことを喜んだジェファーソンは、バネカーに手紙を書いた：
自然が黒人の兄弟たちに、他の有色人種と同等の才能を与えていること、そしてその才能が不足しているように見えるのは、単にアフリカとアメリカの両方における彼らの存在が劣悪な状態にあるためであることを、あなた方が示すような証拠を見たいと、私ほど願っている者はいない。私は、彼らの身体と精神の状態を本来あるべき姿に引き上げるための優れた制度が、現在の存在の無能さやその他の無視できない状況が許す限り、速やかに開始されることを、これほど切に望む者はいないことを、真実をもって付言することができる。

#### サミュエル・スタンホープ・スミス
サミュエル・スタンホープ・スミス（1751-1819）はアメリカの長老派の牧師で、『Essay on the Causes of Variety of Complexion and Figure in the Human Species』（1787）の著者である。スミスは、黒人の色素沈着は熱帯気候によって引き起こされる胆汁の過剰供給の結果、全身を覆う巨大なそばかすに過ぎないと主張した。

#### ジョルジュ・キュヴィエ

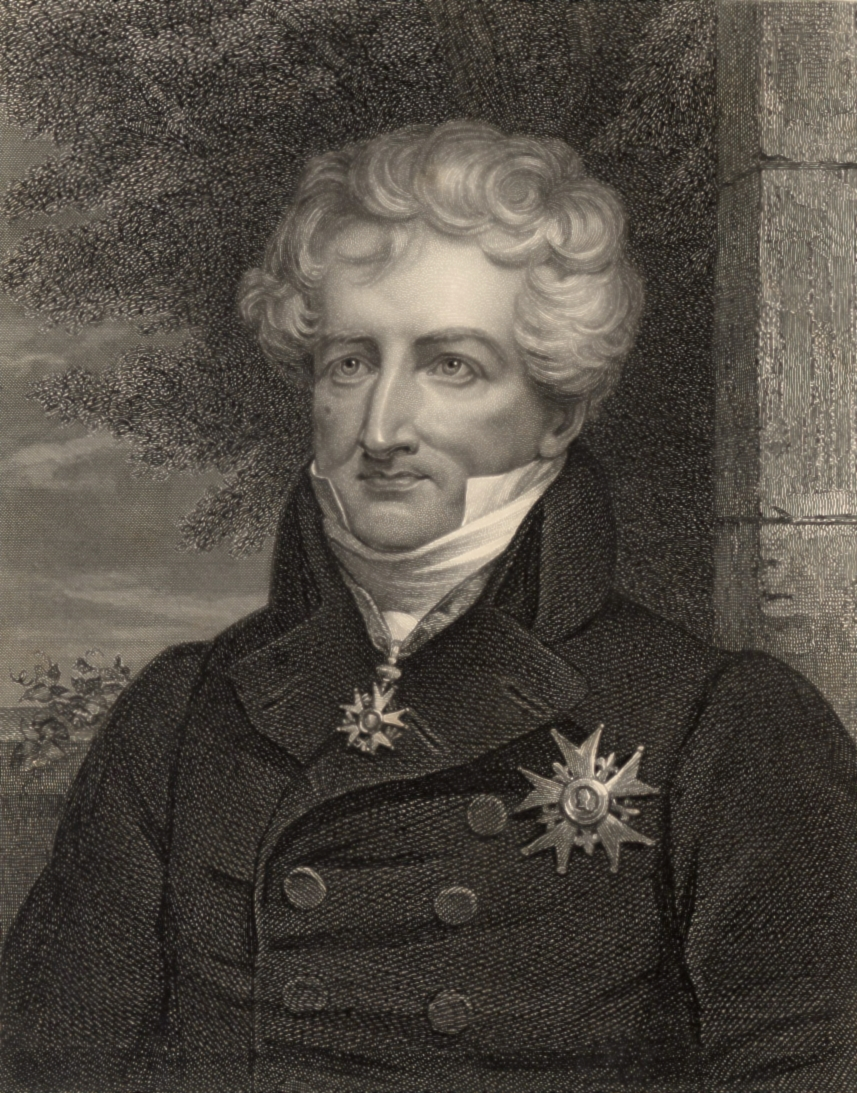
ジョルジュ・キュヴィエ肖像

フランスの博物学者で動物学者のジョルジュ・キュヴィエ（1769-1832）による人種研究は、科学的な多地域進化説と科学的人種主義の両方に影響を与えた。キュヴィエは、コーカソイド（白人）、モンゴル人（黄色人種）、エチオピア人（黒人）の3つの人種が存在すると考えていた。彼はそれぞれを頭蓋骨の美しさや醜さ、文明の質で評価した。キュヴィエは白人についてこう書いている： 「楕円形の顔、まっすぐな髪と鼻を持つ白人種は、ヨーロッパの文明人が属しており、われわれには最も美しく見える。

黒人について、キュヴィエはこう書いている:
黒人人種は......黒い顔色、ぱさぱさした毛髪、圧縮された頭蓋、平らな鼻が特徴である。顔の下部の突起と厚い唇は、明らかにサル族に似ている。この種族を構成する大群は、常に最も完全な野蛮状態を保っている。
キュヴィエはアダムとイブは白人であり、それゆえ人類の原種であると考えていた。他の2つの人種は、約5,000年前に大災害が地球を襲った後、生存者たちがそれぞれ別の方向に逃れたことで生まれた。キュヴィエは、生存者たちは互いに完全に隔離された状態で生活し、その結果別々に発展したと説いた。
キュヴィエの弟子の一人、フリードリヒ・ティーデマンは、人種主義を科学的に論証した最初の人物の一人である。ティーデマンは、世界各地のヨーロッパ人と黒人の頭蓋計測と脳計測の記録に基づいて、当時ヨーロッパで一般的であった「黒人は脳が小さく、そのため知的に劣っている」という考えは科学的根拠がなく、単に旅行者や探検家の偏見に基づくものであると主張した。

#### アーサー・ショーペンハウアー

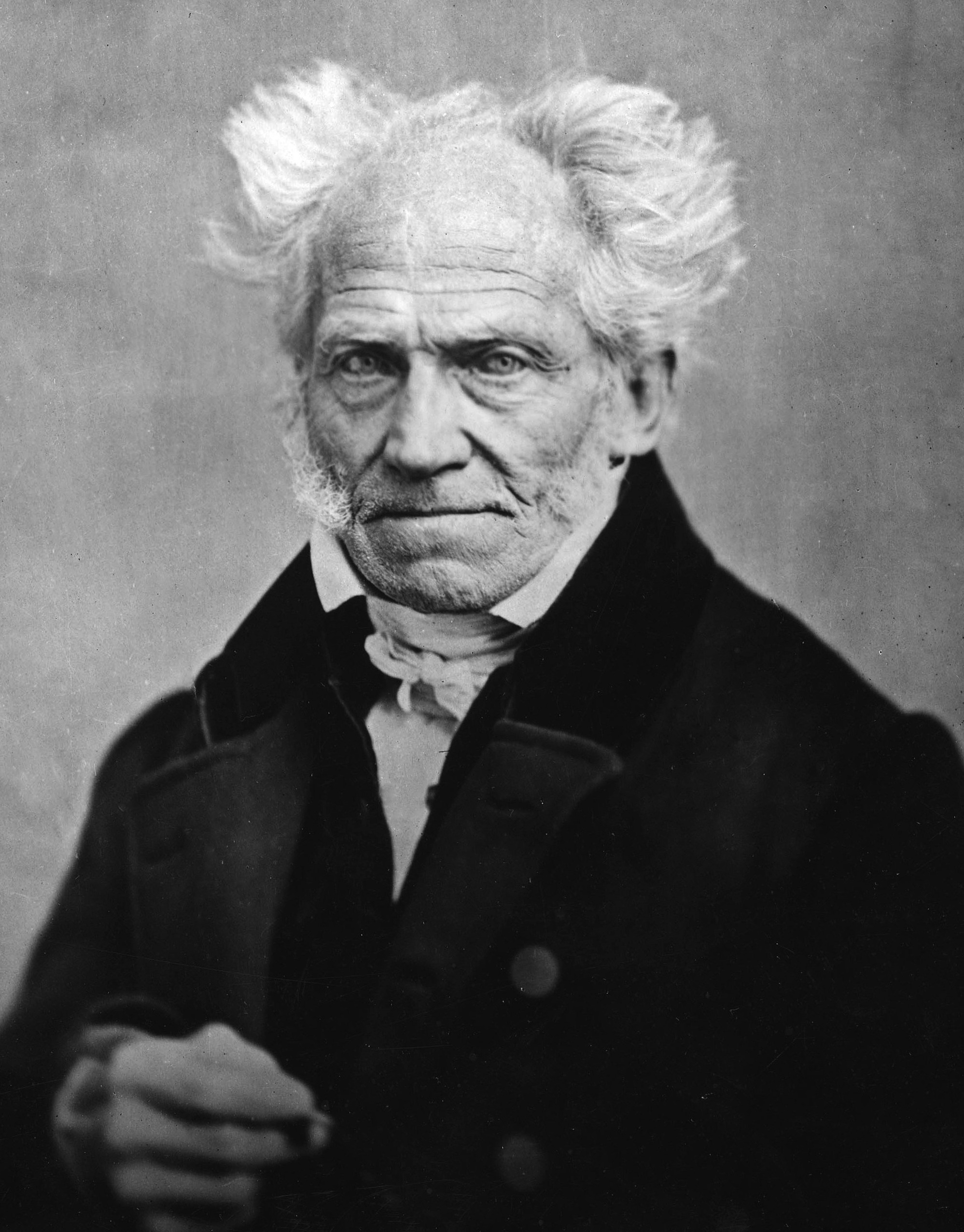
アーサー・ショーペンハウアー

ドイツの哲学者アルトゥール・ショーペンハウアー（1788-1860）は、文明の優越性は白色人種にあるとした。以下の様に、白色人種は北方の厳しい気候の中で生活することによって、洗練された感受性と知性を獲得したとしている：
古代ヒンドゥー教徒やエジプト人を除けば、最高の文明と文化は白色人種にのみ見られる。多くの未開民族でさえ、支配者カースト（人種）は他の民族よりも色が白く、そのため、例えばインカ、南洋諸島の支配者やバラモンなどは明らかに移民してきた人種である。というのも、早くから北部に移住し、そこで徐々に白人となった部族は、あらゆる知的能力を発達させなければならなかったからである。そして、さまざまな形で気候によってもたらされた困窮、欠乏、悲惨との闘いの中で、あらゆる芸術を発明し、完成させなければならなかった。自然の乏しさを補うために、彼らはそうしなければならなかった。そして、そこから高度な文明が生まれたのである。

#### フランツ・イグナーツ・プルナー
フランツ・イグナーツ・プルナー（1808-1882）は、ドイツの医師、眼科医、人類学者で、エジプトにおける黒人の人種構成を研究した。1846年に執筆した本の中で、彼は黒人の血がエジプト人の道徳的性格に悪影響を及ぼしていると主張した。彼は1861年に黒人に関する単行本を出版した。彼は、黒人の骨格の主な特徴は前突症であり、これは黒人と猿との関係であると主張した。彼はまた、黒人の脳は類人猿のそれと非常によく似ていると主張し、黒人の外反母趾は短く、これは黒人と類人猿を密接に結びつける特徴であると述べた。

## 身体人類学における人種論 (1850–1918)

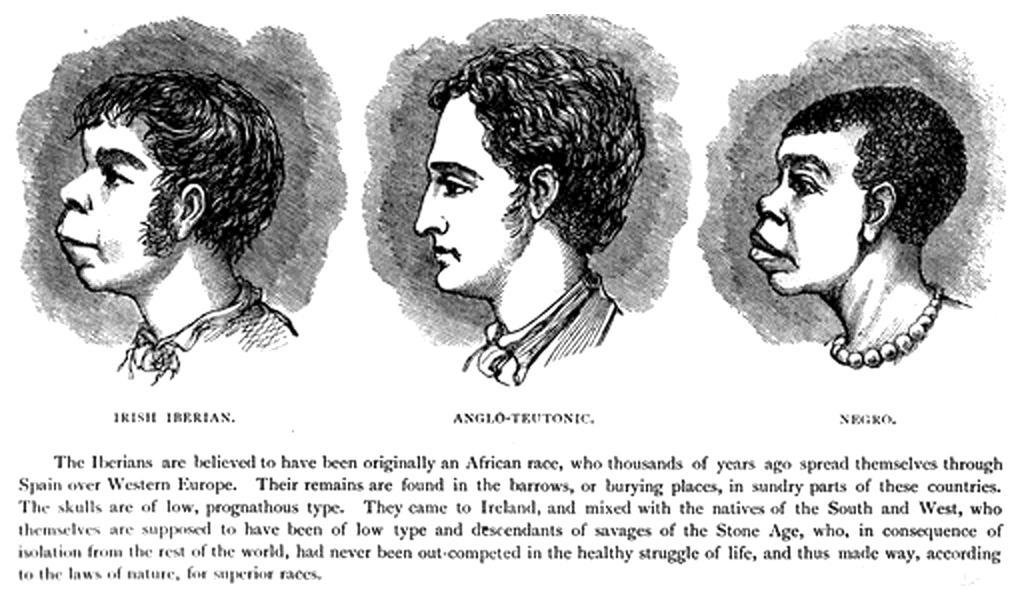
H.ストリックランド・コンステーブルによる19世紀末のイラスト「アイルランドのイベリア人」と「黒人」の特徴の類似性が疑われている。

カール・リンネによって確立された科学的分類は、人類の人種分類を考える上で欠かせないものである。19世紀、一系進化論（古典的社会進化論）とは、西ヨーロッパ文化が人類の社会文化的進化の頂点であるとする、競合する社会学的・人類学的理論の混同であった。キリスト教の聖書は奴隷制を是認するものと解釈され、1820年代から1850年代にかけて、リチャード・ファーマン牧師やトーマス・R・コブ牧師などの作家によって、黒人は劣等人種として創造されたため奴隷制に適しているという考えを強制するために、前世紀アメリカ南部でしばしば使用された。

### アルチュール・ド・ゴビノー

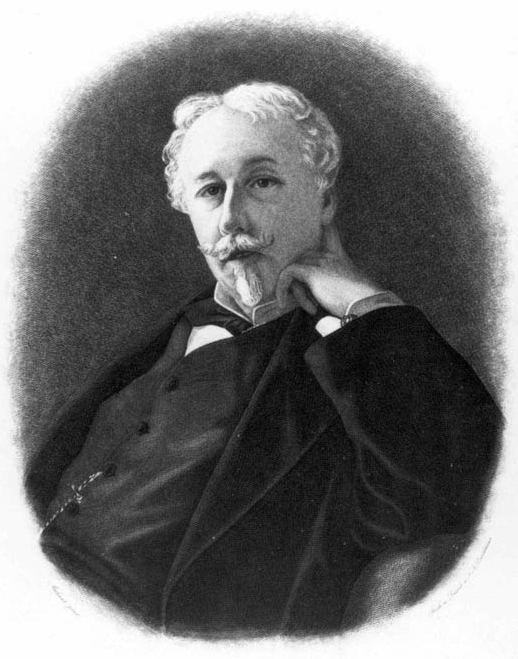
ラ・トゥール伯爵夫人によるアルテュール・ド・ゴビノーの肖像 1876年

フランスの貴族であり作家であったアルテュール・ド・ゴビノー（1816-1882）は、その著書『人類の不平等に関する試論』（1853-55）でよく知られている。同書では、人類は3つの人種（黒人、白人、黄色人種）が自然の障壁であるとし、人種間の混血は文化と文明の崩壊につながると主張した。彼は、「美、知性、力はもともと白人種が独占していた」とし、黒人やアジア人の積極的な業績や考え方は白人との混血によるものだと主張した。彼の著作は、ジョサイア・C・ノットやヘンリー・ホッツェといった多くの白人至上主義的なアメリカの奴隷制推進思想家たちから賞賛された。
ゴビノーは、異なる人種は異なる地域で生まれたと考える多地域進化説論者であり、白人はシベリアのどこかで、アジア人はアメリカ大陸で、黒人はアフリカで生まれたと信じていた。彼は白人種が優れていると考え、こう書いている：
私は、宣教師や船長によって書かれた本の中の、あるウォロフ人は立派な大工であり、あるホッテントット人は優秀な使用人であり、あるカフィール人は踊ってバイオリンを弾き、あるバンバラは算数を知っていると断言するような文章を、平等主義の友人たちが私に見せてくれるのを待つつもりはない。このような戯言はさておき、個人ではなく集団を比較しよう。
ゴビノーは後に、ゲルマン民族（la race germanique）を「アーリア人」という言葉で表現した。
ゴビノーの著作はナチ党にも影響を与え、ナチ党は彼の著作をドイツ語で出版した。ゴビノーの著作は、ナチズムのマスター レース (支配人種) 理論に重要な役割を果たした。

### カール・フォクト

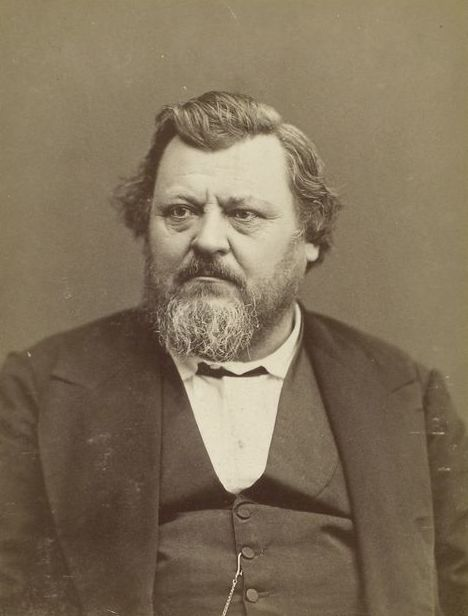
カール・フォクト像 (1870)

もう一人の多地域進化説論者はカール・フォクト（1817-1895）で、彼は黒人は類人猿に関係していると考えていた。彼は白人種は黒人とは別の種であると書いた。彼は『人間講義』（1864年）の第7章で、黒人と白人を比較し、「2つの極端な人間型」と表現した。両者の違いは2種の猿の違いよりも大きく、これは黒人が白人とは別の種であることの証明であると彼は主張した。

### チャールズ・ダーウィン

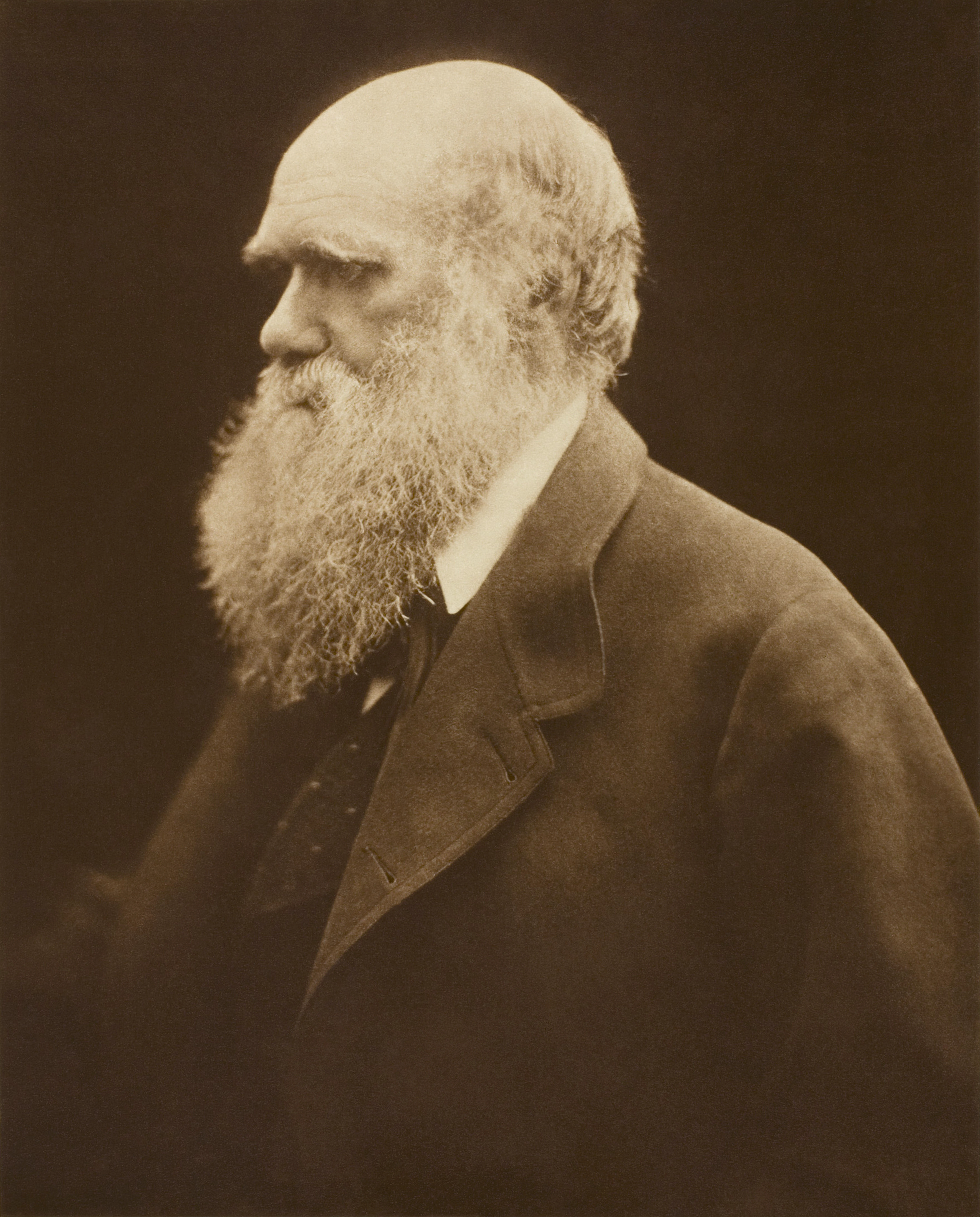
チャールズ・ダーウィン (1868)

チャールズ・ダーウィンの人種観は、多くの議論と論争の的となってきた。ジャクソンとワイドマンによれば、ダーウィンは19世紀の人種に関する議論では穏健派であった。「ダーウィンは人種差別主義者ではなく、例えば奴隷廃止論者であったが、人種には明確な序列が存在すると考えていた。
ダーウィンが1859年に出版した『種の起源』では、人間の起源については論じていない。自然淘汰の手段によって、あるいは生命闘争における有利な種族の保存によって」と書き加えられたタイトルページの拡張表現は、「例えばキャベツのいくつかの種族」のような「品種」の代替としての生物学的種族という一般的な用語を使っており、現代的な意味での人間の種族を意味するものではない。The Descent of Man, and Selection in Relation to Sex (1871)の中で、ダーウィンは「いわゆる人間の種族を別個の種として位置づけることに賛成する論拠と反対する論拠」という問題を検討し、人間の種族が別個の種であることを示すような人種的区別はないと報告している。
歴史家のリチャード・ホフスタッターはこう書いている：
ダーウィニズムは、19世紀後半の好戦的なイデオロギーや独断的な人種差別の主要な源ではなかったが、人種と闘争の理論家たちが新たに手にした道具となった。ダーウィニズムのムードは、19世紀後半に多くのアメリカ人思想家を夢中にさせたアングロサクソン人種の優越性への信念を支えた。アングロサクソンが成立させた世界支配の尺度として、それが適切であることを証明しているように思われた。
歴史家のガートルード・ヒメルファーブによれば、「『種の起源』の副題は、人種主義論者にとって都合のいい標語だった。もちろん、ダーウィンは『種族』を品種や種を意味するものと考えていた。しかし、それを人間の種族にまで拡大することは、彼の考えに反するものではなく、ダーウィン自身は奴隷制を嫌っていたにもかかわらず、ある種族が他の種族よりも適しているという考え事態に嫌悪感を示す事は無かった。
一方、ロバート・バニスターは人種問題についてダーウィンを擁護し、次のように書いている。「彼は奴隷制度に熱心に反対し、一貫して非白人の抑圧に反対していた。現代の基準からすれば、『人間の下降』は人間の平等という重要な問題については結論が出ず、いらだたしいが、19世紀半ばの人種主義の状況においては、節度と科学的な慎重さの模範であった」。

### ハーバート・ホープ・リスリー

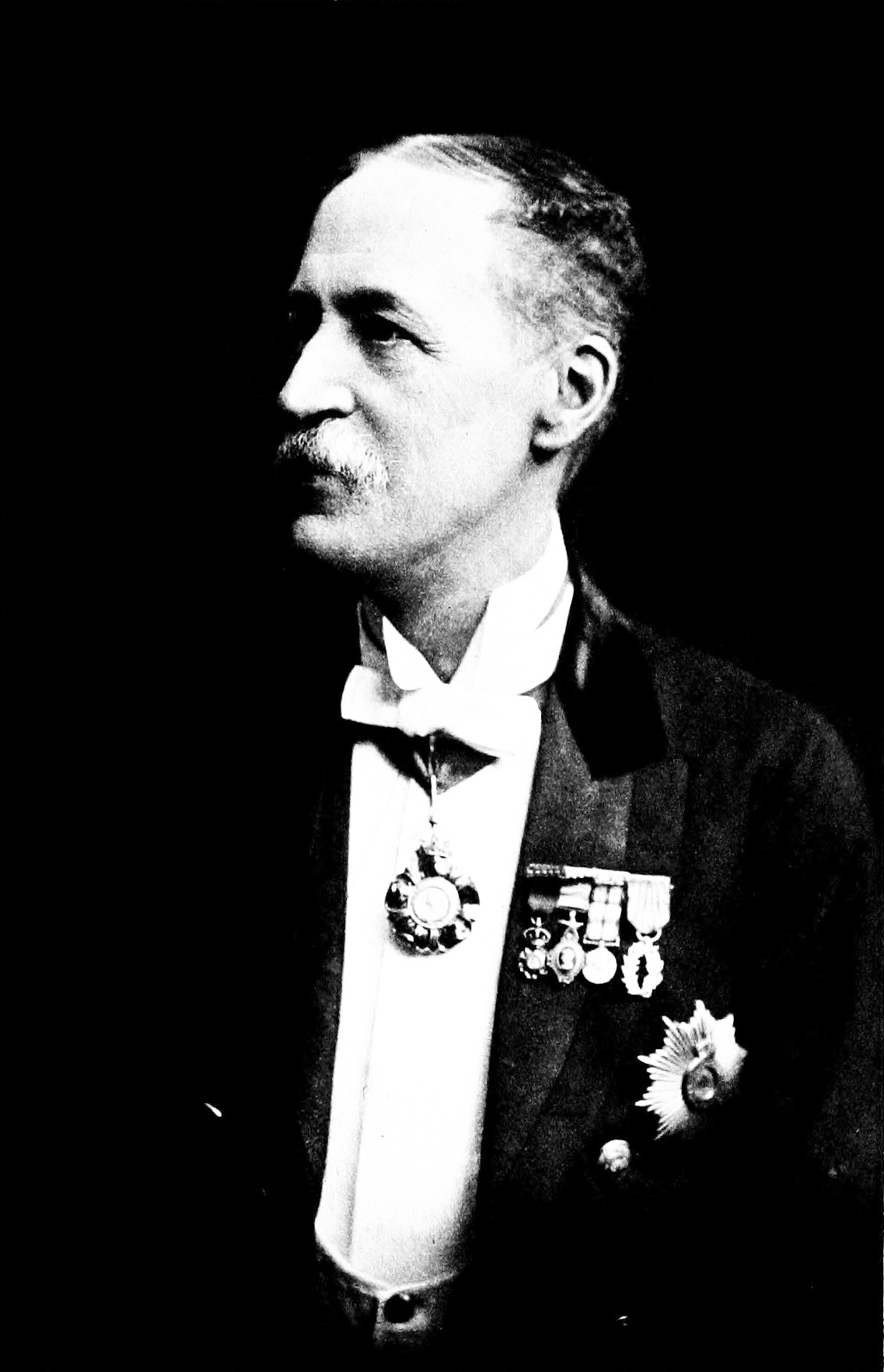
ハーバート・ホープ・リスリー

「人種科学」の提唱者として、植民地行政官ハーバート・ホープ・リスリー（1851-1911）は、鼻の高さに対する鼻の幅の比率を用いて、インド人をアーリア人種とドラヴィダ人種、そして7つのカーストに分けた

### エルンスト・ヘッケル

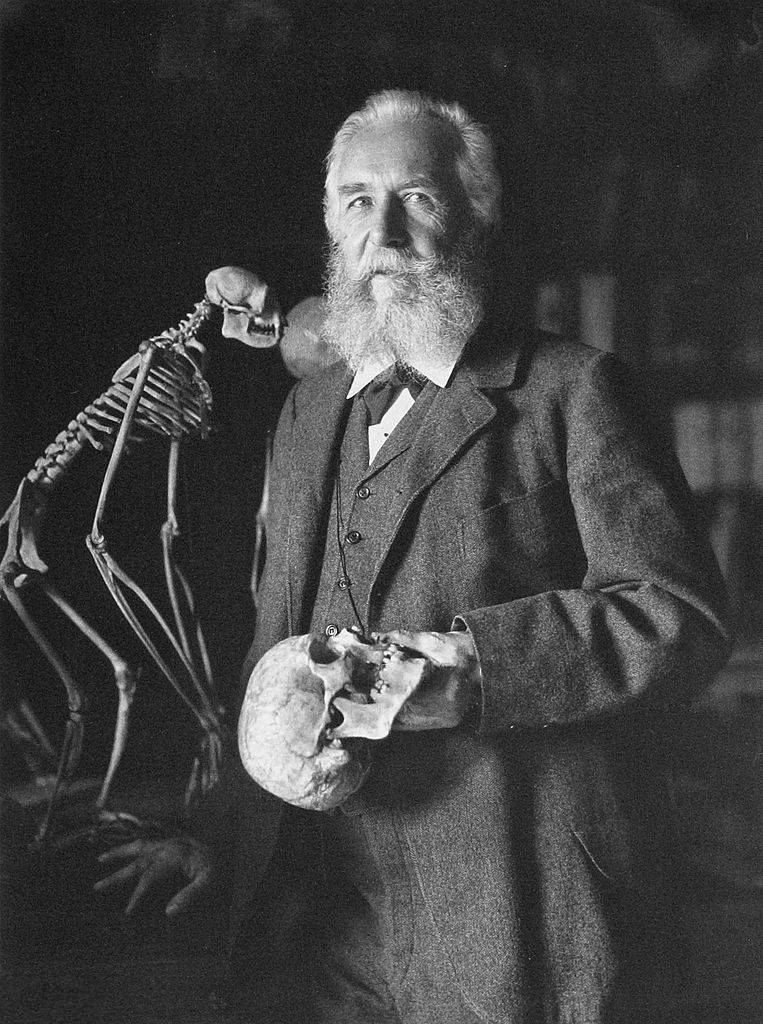
エルンスト・ヘッケル

ダーウィンを支持した多くの人々と同様、エルンスト・ヘッケル（1834-1919）も、言語学者で多地域進化説論者であったアウグスト・シュライヒャーの考えに基づく進化論的多地域進化説の学説を提唱した。この説では、言葉を話すことのできない人類以前のウルメンシェン（ドイツ語で「原人」を意味する）からいくつかの異なる言語グループが発生しそれ自体が猿の祖先から進化したものであるとしている。これらの別々の言語が動物から人間への移行を完了させ、それぞれの主要な言語の影響下で、人間は別々の種として進化し、種族に細分化されるようになったという。ヘッケルは人類を10の人種に分け、そのうちコーカソイドを最高とし、原始人は絶滅の運命にあるとした。ヘッケルはまた、人類の起源はアジアにあると書いてアジア外来説を唱え、ヒンドゥスターン（南アジア）が最初の人類が進化した実際の場所であると信じていた。ヘッケルは、人類は東南アジアの霊長類と密接な関係があると主張し、ダーウィンのアフリカ説を否定した。
ヘッケルはまた、黒人は他のどの人種よりも足指が強く、自由に動くと書いていおり、黒人が類人猿と関係がある証拠であるとした。類人猿は木に登るのをやめると、足指で木につかまるからである。ヘッケルは黒人を「四つ手」の類人猿に例えた。ヘッケルはまた、黒人は野蛮人であり、白人が最も文明的であると考えていた。

### ラプージュとヘルダーのナショナリズム
19世紀末、科学的人種主義は、古代ギリシャ・ローマ世界の優生学とフランシス・ゴルトンの自発的優生学の概念を融合させることにより、他の社会政治的言説や出来事に影響される事で強硬な反移民を目的とした政府プログラムを生み出した。このような制度的人種主義は、人相学から性格を占う骨相学、頭蓋測定による頭蓋骨や骨格の研究によって、黒人やその他の有色人種の頭蓋骨や骨格が類人猿と白人の間に位置している事を示すことにより、その根拠としていた。
1906年、ピグミーのオタ・ベンガは「ミッシング・リンク」として、ニューヨークのブロンクス動物園で類人猿や動物と一緒に展示された。最も影響力のある理論家としては、「人類社会学」を提唱した人類学者ジョルジュ・ヴァシェール・ド・ラプージュ（1854-1936）や、「人種」をナショナリズム理論に応用し、民族ナショナリズムの最初の概念を構築したヨハン・ゴットフリート・ヘルダー（1744-1803）などが挙げられる。1882年、アーネスト・ルナンはヘルダーと対立し、民族的・人種的前提条件ではなく、「共に生きようとする意志」に基づくナショナリズムを提唱した。科学的人種主義的言説は、ドイツのドイツ民族や、数千年前から存在する基本的な「アーリア民族」の一派である「フランス民族」のような「民族的人種」の歴史的存在を仮定し、人種的国境と平行した地政学的国境を主張した。

### 頭蓋計測と身体人類学

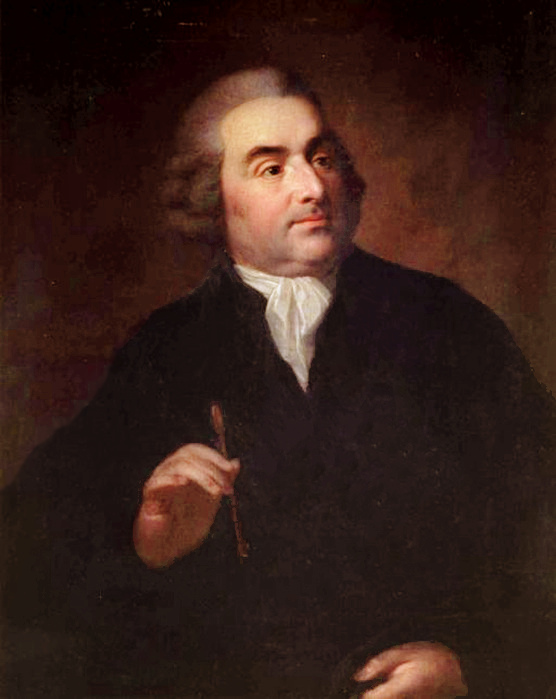
ピーター・キャンパーの肖像

オランダの学者ピーター・キャンパー（1722-89）は、初期の頭蓋測定理論家であり、人種間の違いを科学的に正当化するために「頭蓋測定」（頭蓋骨内部の容積測定）を用いた。1770年、彼は人間の種族間の知能を測定するために顔面角を考案した。顔面角は、鼻の穴から耳までの水平線と、顎骨上部の隆起から額の隆起までの垂直線の2本を引くことで形成された。カンペールの頭蓋測定によれば、アンティークの彫像（古代ギリシャ・ローマ世界の理想像）の顔の角度は90度、白人は80度、黒人は70度、オランウータンは58度であった。
こうして彼は、デカダンの歴史観に従って、人類の人種主義的な生物学的ヒエラルキーを確立したのである。このような科学的人種主義研究は、博物学者エティエンヌ・ジェフロワ・サン・ヒレール（1772-1844）や人類学者ポール・ブローカ（1824-1880）によって続けられた。

#### サミュエル・ジョージ・モートン

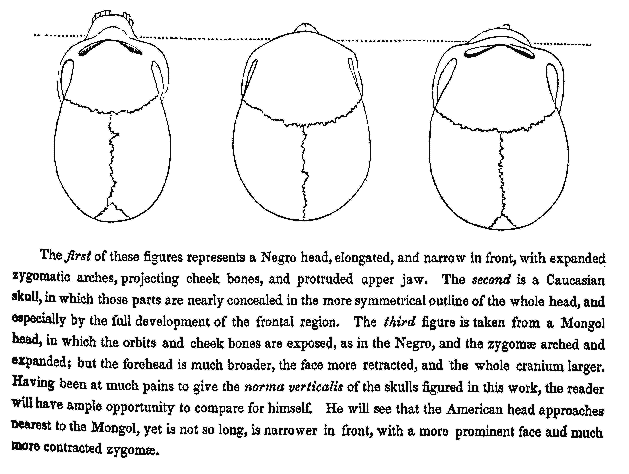
人種の違い 「黒人の頭...白人の頭蓋骨...モンゴルの頭」サミュエル・ジョージ・モートン、1839

19世紀、アメリカの初期の身体人類学者、医師で多地域進化説論者のサミュエル・ジョージ・モートン（1799-1851）は、世界中から人間の頭蓋骨を集め、論理的な分類法を試みた。現代の人種論に影響を受けたモートンは、頭蓋内部の容積を測定することで人種の知的能力を判断できるとし、したがって頭蓋骨が大きければ脳が大きく、知的能力が高いことを示した。逆に頭蓋骨が小さいと脳が小さく、知的能力が低いことになり、人種には知的能力に上下関係があると考えた。モートンは、古代エジプトの地下墓地から発掘された3体のミイラを調査した結果、白人と黒人は3000年前にはすでに区別されていたと結論づけた。聖書の解釈では、ノアの方舟がアララト山に流れ着いたのはそのわずか1000年前であることから、モートンはノアの息子たちが地球上のすべての人種に分かれる事はあり得ないと主張した。モートンの多地域進化説によれば、人種は最初から分かれていた。
モートンの『クラニア・アメリカーナ』では、彼の主張は頭蓋測定データに基づくもので、白人が最も脳が大きく平均87立方インチ、アメリカ先住民はその中間で平均82立方インチ、黒人が最も脳が小さく平均78立方インチであった。1873年、パリ人類学会の創設者であるポール・ブローカ（1859年）は、剖検時に検体の脳の重量を測定し、『クラニア・アメリカーナ』が報告したのと同じ測定パターンを発見した。黒人-白人、知能-脳の大きさの違いを提唱した他の歴史的研究には、ビーン（1906年）、モール（1909年）、パール（1934年）、ヴィント（1934年）などがある。 

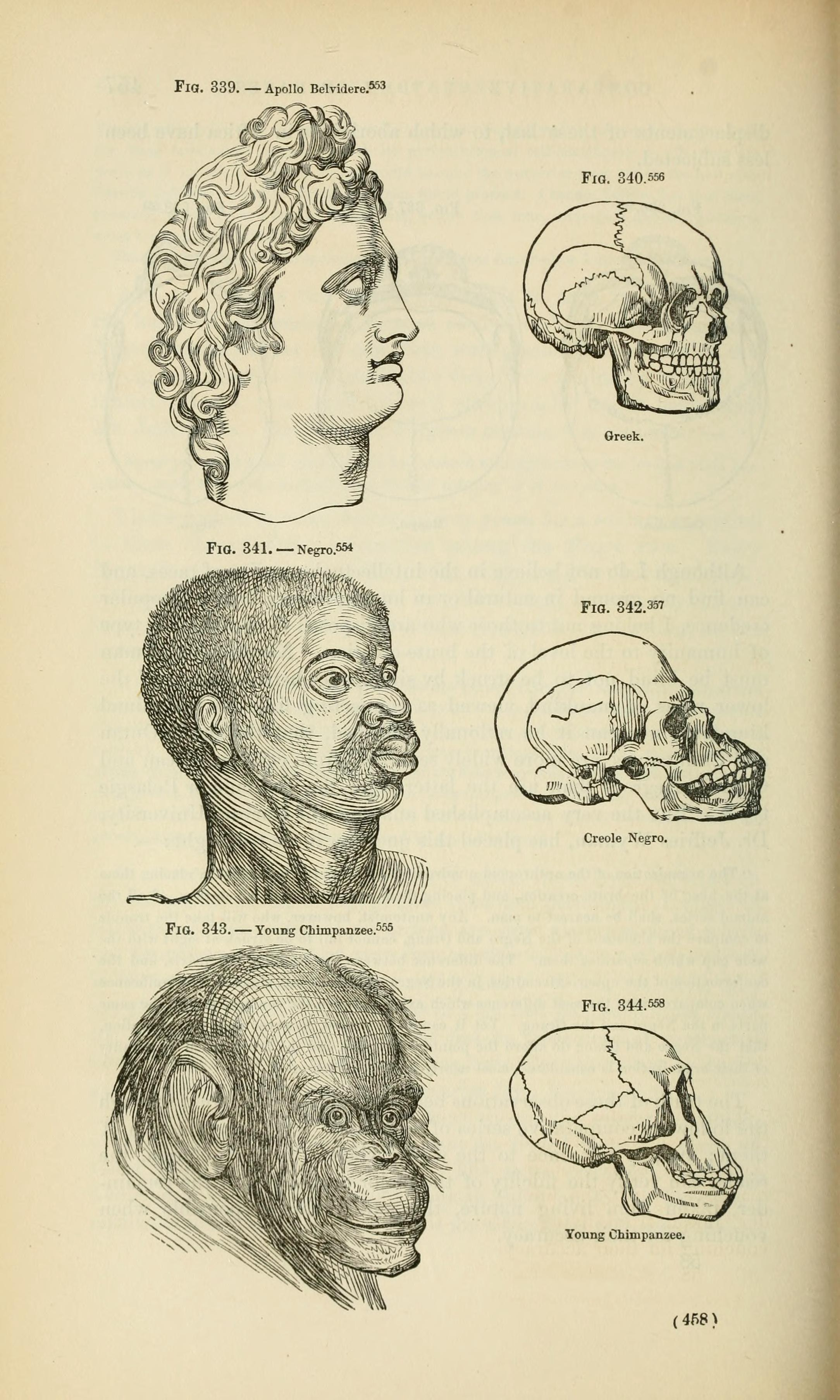
ジョサイア・クラーク・ノットとジョージ・ロビンズ・グリドンによると、「黒人」は「ギリシャ人」とチンパンジーの間に位置するランクとして創造された。

進化生物学者であり科学史家でもあるスティーヴン・ジェイ・グールドは、『The Mismeasure of Man』（1981年）の中で、サミュエル・モートンが頭蓋計測データを改ざんし、おそらく不注意で頭蓋骨を詰め込みすぎて、彼が証明しようとしていた人種主義的な推定を正当化するような結果を生み出したと主張した。その後、人類学者のジョン・マイケルが行った研究では、モートンの元のデータはグールドの説明よりも正確であることが判明し、「グールドの解釈とは逆に〈中略〉モートンの研究は誠実に行われた。」と結論づけている。。ジェイソン・ルイスとその同僚は、モートンの頭蓋骨コレクションの再解析でマイケルと同様の結論に達した。しかし、彼らは「現代人の変異は一般に、ばらばらであったり "人種的 "であったりするのではなく、連続的であり、現代人の変異のほとんどは集団間ではなく集団内にあることが研究によって実証されている」と付け加え、モートンの人種主義的結論は否定している。 

### ニコラス・パラシオス
太平洋戦争 (硝石戦争)（1879～1884年）後、チリの支配階級の間で人種的・民族的優越思想が台頭した。医師ニコラス・パラシオスは1918年の著書で、チリ人の人種の存在と、近隣の民族と比較した場合の優位性を主張した。彼はチリ人は2つの武闘民族の混血であると考えた。原住民のマプチェ族とスペインの西ゴート族で、最終的にはスウェーデンのゲータランドから来たという。パラシオスは、南ヨーロッパの血を引くメスティーソは "大脳のコントロール "に欠け、社会的負担になると主張し、南ヨーロッパからチリへの移民に反対する医学的根拠を主張した。

### 単一起源説主義と多地域進化説主義
サミュエル・モートンの信奉者たち、特にジョサイア・C・ノット（1804-1873）とジョージ・グリドン（1809-1857）は、モートンの考えを発展させた『人類の種類』（1854年）を出版し、モートンの発見は、現生人類多地域進化説の以前に存在した、人類は遺伝的祖先がバラバラであり、人種は進化的に無関係であるという考え方を支持するものだと主張した。しかし、多遺伝子主義は、聖書で信奉されているキリスト教の創造神話に神学的に反することから、モートン自身は多遺伝子主義を支持することに消極的であった。
その後、チャールズ・ダーウィンは『人間の下降』（1871年）の中で、単一起源仮説、すなわち人類は共通の遺伝的祖先を持っており、種族は関連しているという一元論を提唱し、ノットとグリドンが提唱した多地域進化説に対抗した。

### 類型

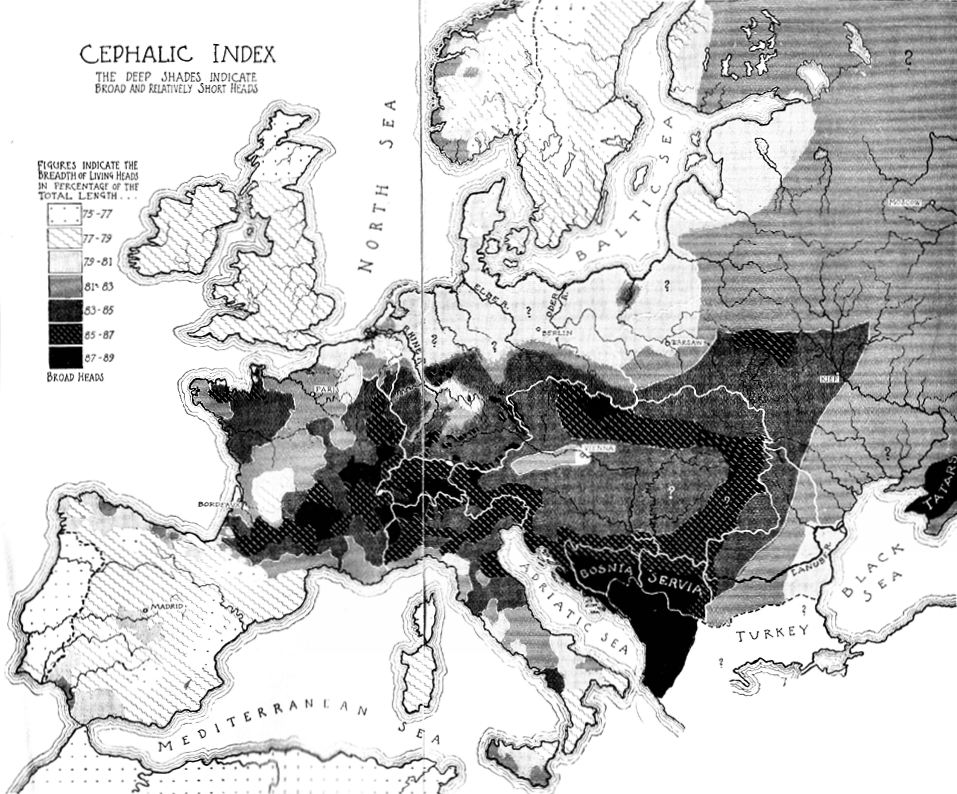
セファリック・インデックス ウィリアム・Z・リプリーのヨーロッパ頭索引地図、『The Races of Europe』（1899年）。

人類をさまざまな人種に分類する最初の類型論のひとつは、優生学の理論家ジョルジュ・ヴァシェール・ド・ラプージュ（1854-1936）が考案したもので、彼は1899年に『アーリア人とその社会的役割』（L'Aryen et son rôle social）を出版した。この本の中で、彼は人類をさまざまな階層化された人種に分類し、その範囲は「アーリア人の白色人種、dolichocephalic (額の狭い人種)」から「brachycephalic (額の広い人種)」、南ヨーロッパのカトリック農民に代表される「平凡で不活発な人種」まで多岐にわたった。 ヴァシェールは、「Homo europaeus」（チュートン、プロテスタントなど）、「Homo alpinus」（オーヴェルニャット、トルコ人など）、そして最後に「Homo mediterraneus」（ナポリ、アンダルスなど）と名付けた。 ヴァシェールによれば、ユダヤ人はアーリア人と同じようにdolichocephalicであったが、それゆえに彼はユダヤ人を危険視した。彼らはアーリア人の貴族階級を脅かす唯一の集団だと彼は考えた。ヴァシェールは、ナチスの反ユダヤ主義、ナチスの人種差別イデオロギーに影響を与えた人物の一人となった。ヴァシェールの分類は、ウィリアム・Z・リプリーの『ヨーロッパの人種』（1899年）に反映された。リプリーは、ヨーロッパ住民の頭骨指数に基づくヨーロッパ地図まで作成した。彼はアメリカの優生学者マディソン・グラントに重要な影響を与えた。 

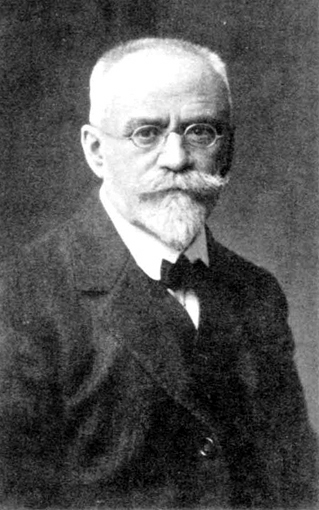
ジョセフ・デニカー

さらに、インディアナ大学のジョン・エフロンによれば、19世紀後半には反ユダヤ主義が理論化され、ユダヤ人に男性月経、病的ヒステリー、ニンフォマニアの汚名を着せた。同時に、ヨセフ・ジェイコブズやサミュエル・ワイセンベルグのような何人かのユダヤ人も同じ偽科学的理論を支持し、ユダヤ人が別個の人種を形成していると信じていた。 チャイム・ジトロフスキーはまた、現代の人種論に目を向けることで、イディッシュカイト（アシュケナージ系ユダヤ人）の定義を試みた。
ジョセフ・デニカー（1852-1918）は、ウィリアム・Z・リプリーに反対する一人であった。リプリーがヴァシェールと同様にヨーロッパの民族は3つの人種から構成されていると主張したのに対し、ジョセフ・デニカーはヨーロッパの民族は10の人種（6つの主要人種と4つの亜人種）から構成されていると提唱した。さらに彼は、「人種」という概念は曖昧であるとし、その代わりに「民族集団」という複合語を提案した。この複合語は、後にジュリアン・ハクスリーやアルフレッド・C・ハドンの著作で大きく取り上げられることになる。一方で、リプリーは、デニカーの「人種」概念は、ほとんどの人種分類よりも生物学的に厳密でないため、「タイプ」と呼ぶべきだと主張した。

## イデオロギーへの応用

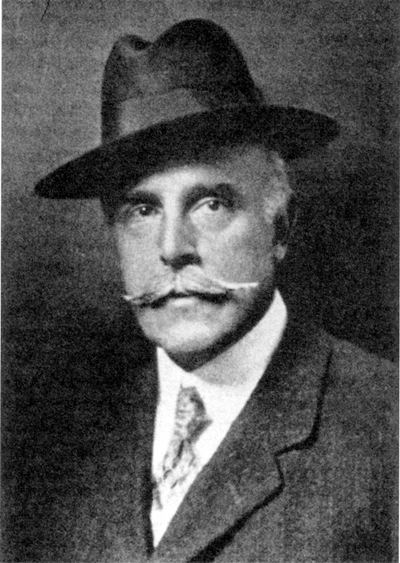
マディソン・グラント、「北欧人種」という言葉の生みの親

ジョセフ・デニカーはLa Race nordique（北欧人種）という人種主義理論にも貢献している。これは、アメリカの優生学者マディソン・グラント（1865-1937）が世界文明の白人人種の発展の原動力として提示した、一般的な人種分類の記述語であった。リプリーのヨーロッパ3人種モデルを採用した彼は、「チュートン」という人種名を嫌い、la race nordiqueを「ノルディック人種」と訳し、1910年代から1920年代にかけて流行した彼の人種分類理論に基づいて、疑似科学的な人種ヒエラルキーの頂点とした。
スウェーデンの国立人種生物学研究所（Statens Institut för Rasbiologi）とその所長ヘルマン・ランドボルグは、人種主義研究に積極的だった。さらに、ウラル・アルタイ語族に関する初期の研究の多くは、スウェーデン以東のヨーロッパ人はアジア人であり、したがって劣等人種であるという見解を正当化し、植民地主義、優生学、人種衛生学を正当化しようとする試みがなされていた。アメリカの優生学者、弁護士、アマチュア人類学者マディソン・グラントによる著書『偉大なる人種の通過（あるいはヨーロッパ史の人種的基盤）』は1916年に出版された。影響力はあったものの、出版当初はほとんど無視され、何度か改訂版が出版された程度であった。にもかかわらず、この本は移民制限を主張する人々の正当化に利用された。

### アメリカにおける奴隷制の正当化

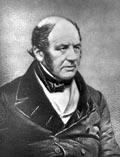
サミュエル・カートライト医学博士

アメリカでは、大西洋奴隷貿易への道徳的反対を和らげるために、科学的人種主義がアフリカ黒人の奴隷制を正当化した。アレクサンダー・トーマスとサミュエル・シレンは、黒人は「心理的に原始的な集団」であるため、奴隷制度に適していると述べた。 医師のサミュエル・A・カートライト（1793-1863）は1851年、南北戦争前のルイジアナ州で、奴隷の逃亡を”drapetomania"と呼び、治療可能な精神疾患であるとして、「適切な医学的助言に厳格に従えば、多くの黒人が持つこの厄介な逃亡行為は、ほとんど完全に防ぐことができる」と記した。drapetomaniaという言葉は、ギリシャ語のδραπέτης（drapetes、「逃亡（奴隷）」）とμανία（mania、「狂気、狂乱」）に由来する。カートライトはまた、監督から "rascality"（乱暴者）と呼ばれた精神異常についても述べている。1840年のアメリカ合衆国国勢調査は、北部の自由黒人が南部の奴隷黒人に比べて高い割合で精神疾患に苦しんでいると主張した。この国勢調査は後にアメリカ統計学会によって重大な欠陥があることが判明したが、奴隷廃止論者に対する政治的武器となった。南部の奴隷商人たちは、逃亡した黒人は「精神障害」に苦しんでいると結論づけた。 
アメリカ南北戦争（1861-65年）当時、混血の問題は白人と黒人の間での表面的な生理学的差異の研究を促した。ジョサイア・クラーク・ノット、ジョージ・ロビンス・グリドン、ロバート・ノックス、サミュエル・ジョージ・モートンといった初期の人類学者は、黒人が白人とは異なる人種であること、古代エジプトの支配者はアフリカ人ではなかったこと、混血の子孫（混血の産物）は身体が弱く不妊の傾向があることを科学的に証明することを目的としていた。南北戦争後、南部（連合国）の医師たちは、黒人の自由人（元奴隷）は絶滅しつつあるという研究に基づいて、科学的人種主義の教科書を書いた。この教科書では自由な黒人が絶滅に瀕しているのは、彼らは自由人として要求される能力が不十分であり、黒人は奴隷化によって利益を得ているということを暗に示していた。
ハリエット・A・ワシントンは『メディカル・アパルトヘイト』の中で、19世紀における黒人に対する2つの異なる見解が蔓延していたことを指摘している。すなわち、黒人は劣等であり、「頭のてっぺんからつま先まで欠陥だらけ」であるという信念と、原始的な神経系のため真の痛みや苦しみを知らない（したがって奴隷制度は正当である）という考え方である。ワシントンは、科学者たちがこの2つの視点の矛盾を受け入れなかったことを指摘し、次のように書いている：
18世紀から19世紀にかけて、科学的人種主義は単純に科学であり、国の最も権威ある機関で最高の頭脳を持つ人々によって広められた。他の、より論理的な医学理論は、アフリカ人の平等を強調し、貧しい黒人の健康を虐待者の足元に置いたが、これらは奴隷制を正当化する医学哲学の魅力を享受することはなく、それとともに、我が国の収益性の高い生活様式を正当化した。
南北戦争が終わった後も、地形や気候が人種の発達に及ぼす影響を引き合いに出して、奴隷制度を正当化する科学者がいた。1869年から1906年までハーバード大学で著名な地質学者であったナサニエル・シェイラーは、1905年に『人間と地球』という本を出版し、さまざまな大陸の物理的地形について説明し、これらの地質環境と、これらの地域に居住していた人種の知性と強さを関連づけた。シャラーは、北米の気候と地質が奴隷制度に理想的に適していると主張した。

### 南アフリカのアパルトヘイト
科学的人種主義は、南アフリカにおけるアパルトヘイトの確立に一役買った。南アフリカでは、1904年に『The essential Kafir』を出版したダドリー・キッドのような白人科学者が、「アフリカ人の心を理解」しようと努めた。彼らは、南アフリカにおける白人と黒人の文化的な違いは、脳の生理学的な違いによって引き起こされているのではないかと考えた。キッドは、初期の白人探検家のようにアフリカ人が「成長しすぎた子供」であると示唆するのではなく、アフリカ人は「復讐に燃えて成長し間違えた」のだと考えた。彼はアフリカ人を「絶望的な欠陥がある」と同時に「非常に抜け目がない」とも評した。.
南アフリカの貧困白人問題に関するカーネギー委員会は、南アフリカにおけるアパルトヘイトの確立に重要な役割を果たした。当時カーネギー財団の社長であったフレデリック・ケッペルに送られた覚書によれば、「原住民に十分な経済的機会を与えれば、彼らの中で能力の高い者が、能力の低い白人をすぐに凌駕することは疑いない」。ケッペルが報告書作成プロジェクトを支援したのは、既存の人種境界線の維持に対する懸念が動機だった。  カーネギー財団が南アフリカのいわゆる貧困白人問題に夢中になったのは、少なくとも部分的には、アメリカ南部の貧困白人に対する同様の懸念の結果であった。
この報告書は全5巻に及んでおり、これは20世紀初頭、アメリカ白人や世界の白人は、貧困や経済不況が人種に関係なく人々を襲っているように見え、不安を感じていたことを示している。
アパルトヘイトの土台作りはそれ以前から始まっていたが、この報告書は、黒人の劣等性というこの中心的な考えを支持するものとなった。これは、その後数十年間人種隔離と差別を正当化するために使われた  。報告書は白人の人種的誇りが失われることへの懸念を表明し、特に貧しい白人が「アフリカ化」のプロセスに抵抗できなくなる危険性を指摘した。
科学的人種主義は、南アフリカにおける制度的人種差別を正当化し、支持する役割を果たしたが、南アフリカではヨーロッパやアメリカほど重要ではなかった。これは「貧しい白人問題」のせいでもあり、白人至上主義者にとっては、白人の人種的優越性について深刻な疑問を投げかけるものであった。アフリカの環境では、貧しい白人も原住民と同じ状況にあることが判明したため、本質的な白人の優越性がどのような環境にも打ち勝つことができるという考えは成り立たなかった。そのため、人種差別を科学的に正当化するためには、南アフリカではあまり役に立たなかった。 

### 優生学
スティーブン・ジェイ・グールドは、マディソン・グラントの『The Passing of the Great Race』（1916年）を "アメリカの科学的人種主義において最も影響力のある書物 "と評した。1920年代から30年代にかけて、ドイツの人種衛生運動はグラントのノルディック理論を受け入れた。アルフレッド・プロッツ（1860-1940）は『人種衛生の基本』（1895）の中でラッセンハイジーン（Rassenhygiene）という言葉を作り、1905年にドイツ人種衛生協会を設立した。この運動は、選択的繁殖、強制不妊手術、公衆衛生と優生学の密接な連携を提唱した。
人種衛生は歴史的に伝統的な公衆衛生の概念と結びついていたが、遺伝に重点を置いたものであり、哲学者・歴史家のミシェル・フーコーが国家人種主義と呼んだものである。1869年、フランシス・ゴルトン（1822-1911）は、生物学的特徴を維持または強化することを意図した最初の社会的措置を提案し、後に「優生学」という言葉を生み出した。統計学者であったガルトンは、相関分析と回帰分析を導入し、平均への回帰を発見した。彼はまた、統計学的手法を用いて人間の違いや知能の遺伝を研究した最初の人物でもある。彼は、系図や伝記の研究、人体計測の研究に必要な母集団のデータを収集するために、アンケートや調査を導入した。ガルトンはまた、精神能力を測定する科学である心理測定学と、共通の特徴よりもむしろ人々の間の心理的差異に関係する心理学の一分野である差異心理学を創設した。
科学的人種主義と同様、優生学も20世紀初頭に人気を博し、両者の考え方はナチスの人種政策やナチスの優生学に影響を与えた。1901年、ガルトン、カール・ピアソン（1857-1936）、ウォルター・F・R・ウェルドン（1860-1906）は、バイオメトリクスと遺伝の統計分析を推進する科学雑誌『バイオメトリカ』を創刊した。チャールズ・ダヴェンポート（1866-1944）も短期間ながら審査に携わった。ジャマイカにおける人種交配』（1929年）の中で、彼は白人と黒人の交配には生物学的・文化的劣化がつきまとうという統計的主張を行った。ダヴェンポートは、第二次世界大戦前と戦時中にナチス・ドイツと関係があった。1939年、彼はオットー・レチェ（1879-1966）の記念式典に寄稿した。彼はドイツ東部から「劣等」集団とみなされる人々を排除する計画の重要人物となった。

## 戦間期から第二次世界大戦まで
科学的人種主義は20世紀初頭まで続き、やがて知能検査が人種比較の新たな指標となった。第二次世界大戦（1939-45年）以前は、科学的人種主義は人類学の一部であり、ヨーロッパやアメリカにおける優生学プログラム、強制不妊手術、混血防止法、移民制限の正当化として用いられた。ナチス・ドイツ（1933-45）の戦争犯罪と人道に対する罪は、学術界における科学的人種主義の信用を失墜させたが、それに基づく人種差別的法律は1960年代後半までいくつかの国に残っていた。

### 初期の知能テストと1924年の移民法
1920年代以前、社会科学者たちは、白人が黒人より優れていることに同意していたが、白人に有利な社会政策を支持するためには、それを証明する方法が必要であり、それを測る最良の方法は知能テストだと考えていた。テストメーカーの研究は、テストを白人に有利なように解釈することで、すべてのマイノリティに対し非常に否定的な結果を示した。 1908年、ヘンリー・ゴダードはビネー式知能テストをフランス語から翻訳し、1912年にはエリス島で移民にこのテストを適用し始めた。 ゴダードが移民を調査したところ、ロシア人の87％、ユダヤ人の83％、ハンガリー人の80％、イタリア人の79％が気が弱く、精神年齢が12歳未満であったという結論に達したという話もある。 また、この情報が国会議員によって "証拠 "として取り上げられ、何年にもわたって社会政策に影響を与えたと主張する者もいる。 バーナード・デイビスは、ゴダードは論文の冒頭で、この研究の対象者はそのグループの典型的な人物ではなく、正常以下の知能が疑われたために選ばれたと書いていることを指摘している。さらにデイビスは、ゴダードは被験者のIQの低さは遺伝的要因というよりもむしろ環境的要因による可能性が高いと主張し、「彼らの子供たちは平均的な知能を持ち、正しく育てば善良な市民になると確信してもよい」と結論づけていることを指摘している。 1996年、アメリカ心理学会の委員会は、IQテストはいかなる民族／人種グループに対しても差別的なものではないと発表した。
スティーブン・ジェイ・グールドはその著書『The Mismeasure of Man』の中で、知能テストの結果が、アメリカへの移民を制限する1924年の移民法の成立に大きな役割を果たしたと主張した。. しかし、マーク・スナイダーマンとリチャード・J・ハーンシュタインは、移民法に関連する議会記録と委員会の公聴会を調査した結果、「(知能) テストのコミュニティは一般に、その調査結果が1924年法のような制限的な移民政策を支持するものだとは考えておらず、議会は事実上、知能テストに注目していなかった」と結論づけた。
ファン・N・フランコはスナイダーマンとハーンシュタインの調査結果に異議を唱えた。フランコは、スナイダーマンとハーンシュタインが、知能テストの結果から収集されたデータは1924年の移民法の成立には一切利用されなかったと報告しているにもかかわらず、IQテストの結果は議員によって考慮されたと述べた。移民法の成立後、1890年の国勢調査の情報は、さまざまな国からの移民の割合に基づいた割当を設定するために使われた。これらのデータに基づいて、議会は南ヨーロッパと東ヨーロッパからの移民の入国を制限し、北ヨーロッパと西ヨーロッパからの移民の入国を許可した。1900年、1910年、1920年の国勢調査のデータを用いれば、南欧や東欧からの移民をより多く受け入れることができただろう。しかし、フランコは、1890年の国勢調査のデータを用いれば、議会は南欧や東欧の人々（当時のIQテストでは、西欧や北欧の人々よりも成績が悪かった）をアメリカから排除することができたと指摘した。フランコは、スナイダーマンとハーンシュタインが行ったこの問題についての研究は、知能テストが移民法に影響を与えたことを証明するものでも反証するものでもないと主張した。

### スウェーデン

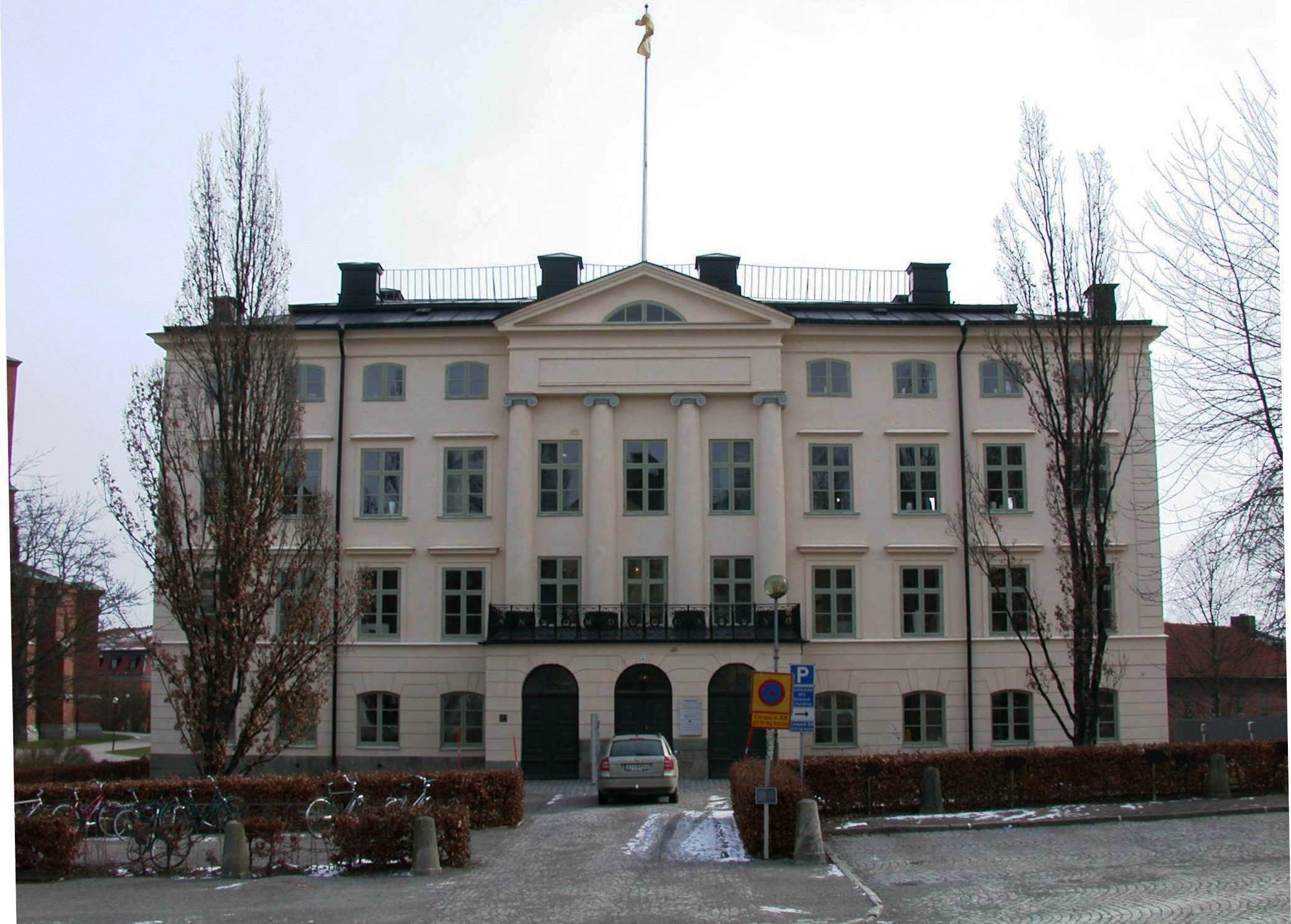
1922年に設立されたスウェーデン国立人種生物学研究所は、人種生物学の研究を行う世界初の政府出資の研究所であった。現在のウプサラの学長公邸に入居していたが、1958年に閉鎖された。

1905年に人種衛生を推進する最初の学会であるドイツ人種衛生学会が設立されたのに続き、1909年にはスウェーデンに世界で3番目の学会である "Svenska sällskapet för rashygien "が設立された。スウェーデンの国会議員や医療機関に働きかけ、協会は1921年にスウェーデン国立人種生物学研究所という政府運営の研究所を設立する政令を通過させることに成功した。1922年にはウプサラに研究所が建設され、開設された。  この研究所は、「人種生物学」の研究を行う世界初の政府出資の研究所であり、スウェーデンで最も著名な「人種科学」研究機関であったことから、現在でも大きな議論を呼んでいる。 。 その目的は、優生学と人種衛生の研究を通じて、犯罪やアルコール依存症、精神疾患を治療することだった。 研究所の活動の結果、スウェーデンでは1934年に特定の集団の強制不妊手術を許可する法律が制定された。 第2代所長のグンナー・ダールベリは、研究所で行われている科学の妥当性を強く批判し、研究所を遺伝学に焦点を当てたものに作り変えた。 1958年に閉鎖され、残された研究はすべてウプサラ大学の医学遺伝学科に移された。

### ナチス・ドイツ

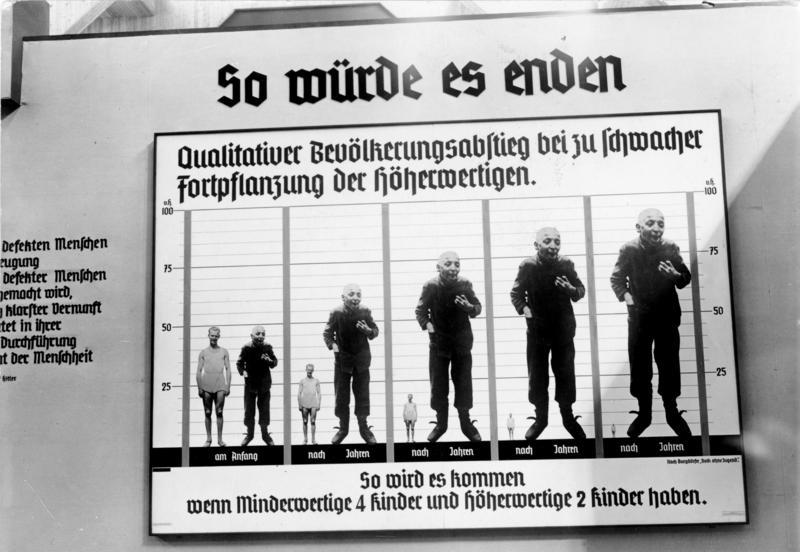
優生学的な展示会におけるプロパガンダ。優等種の出生率が低いと、いずれ劣等種に圧倒されると主張している。

ナチ党とそのシンパは、優生思想や反ユダヤ主義的な思想を広く利用し、科学的人種主義に関する本を数多く出版した。とはいえ、こうした考え方は19世紀から流通しており、ハンス・ギュンターの『ドイツ民族の人種科学』（Rassenkunde des deutschen Volkes）(初版は1922年) や、 ルートヴィヒ・フェルディナント・クラウスの『人種と魂』がある  (1926年から1934年にかけて異なるタイトルで出版) 。これらの書籍において、ドイツ人、北欧人、アーリア人と、他の劣った集団との違いを科学的に明らかにしようとした。ドイツの学校では、ナチス時代にこれらの書籍が教科書として使われた。1930年代初頭、ナチスは社会ダーウィニズムに基づく人種主義的な科学的レトリックを用いて、制限的で差別的な社会政策を推し進めた。

ナチスの優生プログラムのプロパガンダは、優生不妊手術から始まった。Neues Volk誌の記事は、精神障害児の写真と健常児の写真を並べ、精神障害者の出現と、そのような出生を防ぐことの重要性について示した。 映画『Das Erbe』は、不妊手術による遺伝性疾患子孫防止法を正当化するために、自然界の対立を描いた。
ナチスにとって子どもは "国民の最も重要な宝物 "であったが、それはすべての子どもに当てはまるわけではなく、たとえドイツ人であっても、遺伝性の弱点のない子どもにしか当てはまらなかった。ナチス・ドイツの人種主義的社会政策は、優生学によるアーリア人種の改良をナチス・イデオロギーの中心に据えた。ユダヤ人、犯罪者、堕落者、反体制者、精神薄弱者、同性愛者、怠け者、精神異常者、弱者など、「生きるに値しない生命」（ドイツ語：Lebensunwertes Leben）と見なされた人間が、遺伝の連鎖から排除される対象となった。  彼らはまだ "アーリア人 "とみなされていたが、ナチスのイデオロギーはスラブ人（すなわちポーランド人、ロシア人、ウクライナ人など）を支配民族であるゲルマン人よりも人種的に劣っており、追放、奴隷化、あるいは絶滅にふさわしいとみなした。アドルフ・ヒトラーは「ユダヤ人」であることを理由に知能指数（IQ）テストを禁止した。

その反面、第二次世界大戦中はアメリカではナチスの人種主義的信念が忌み嫌われるようになり、ルース・ベネディクトのようなフランツ・ボアズの一派の政治的発言力が強化された。戦後、ホロコーストやナチスによる科学研究の濫用（ヨーゼフ・メンゲレの倫理違反やニュルンベルク裁判で明らかになったその他の戦争犯罪など）が発覚し、科学界の大半は人種差別に対する科学の支持を否定するようになった。

### 米国
20世紀には、「劣っている」とみなされた集団の肉体的・精神的な不適格性を証明しようとする科学的人種差別の概念が、強制不妊手術を正当化するために利用された。ハリー・H・ラフリンなどの優生学者が推進したこのようなプログラムは、バック対ベル事件（1927年）で連邦最高裁によって合憲と支持された。全部で6万人から9万人のアメリカ人が非自発的不妊手術を受けた。
科学的人種主義は、1921年の緊急割当法や1924年の移民法（ジョンソン・リード法）の正当化にも使われた。この法律では、アメリカへのイタリア系アメリカ人の移民や、他の南ヨーロッパ諸国や東ヨーロッパ諸国からの移民を制限する人種割当を課していた。これらの割り当ての推進者は、「望ましくない」移民を阻止しようとし、科学的人種主義を持ち出して制限を正当化した。
ロスロップ・ストッダードは、移民の危険性について多くの人種主義的著作を出版したが、彼の最も有名な著作は1920年の『The Rising Tide of Color Against White World-Supremacy』である。この本で彼は、人種に関わる世界情勢について、世界の「有色人種」の間で人口爆発が起こることと、第一次世界大戦と植民地主義の崩壊をきっかけに「白人の世界至上主義」が弱まりつつあることに焦点を当てた見解を示した。
ストッダードの分析は、世界の政治と状況を「白人」、「黄色人種」、「黒人」、「アメリカインディアン」、「褐色人種」とその相互作用に分けた。ストッダードは、人種と遺伝が歴史と文明のけん引力であり、「有色人種」による「白人」の排除や吸収は西洋文明の破壊につながると主張した。マディソン・グラントと同様、ストッダードは白人種を大きく3つに分けた： 北欧系、アルプス系、地中海系である。ストッダードは、この3つすべてが優秀な血統であり、有色人種よりもはるかに優れた資質を持っていると考えたが、北欧系が3つの中で最も優れており、優生学によって保存する必要があると主張した。グラントとは異なり、ストッダードはヨーロッパ人のどの種族が他の種族より優れているか（ノルディック理論）にはあまり関心を示さず、世界を単に「有色人種」と「白人」で構成されていると見なす、彼が「両人種主義」と呼ぶものに関心を寄せていた。大移動と第一次世界大戦後の数年間、グラントの人種論はアメリカでは支持されなくなり、ストッダードに近いモデルが支持されるようになる。
1930年から1961年までアメリカ人類物理学会の会長を務めたカールトン・S・クーンによる『The Races of Europe』（1939年）の人種主義に対する影響は大きい。クーンは現生人類の多地域進化説論者であり、彼はホモ・サピエンスを大きく5つの人種に分けた： コーカソイド、モンゴロイド（ネイティブ・アメリカンを含む）、オーストラロイド、コンゴイド、カポイドである。
19世紀後半、プレッシー対ファーガソン裁判（1896年）の連邦最高裁判決は、「分離するが平等」の原則の下、人種隔離の合憲性を支持したが、この判決に対する大衆の支持もさることながら、人種主義が当時の知的環境に根ざしたものであった。 その後20世紀半ば、最高裁のブラウン対トピカ教育委員会判決（1954年）は、特に公立学校における人種隔離の「必要性」についての人種主義者の主張を否定した。

## 1954年以降
1960年、雑誌『Mankind Quarterly』が創刊されたが、正当な学術的目的を欠き、一般的には科学的人種主義と白人至上主義の場と見なされている 。また、 同誌は1960年に創刊されたが、その一因は、アメリカの公立学校制度の差別を撤廃した最高裁判決「ブラウン対教育委員会裁判」にあった。
1966年4月、アレックス・ヘイリーは『プレイボーイ』のために、アメリカ・ナチ党創設者ジョージ・リンカーン・ロックウェルにインタビューした。ロックウェルは、1916年にG.O.ファーガソンが行った長い研究を引き合いに出して、黒人は白人より劣っているという信念を正当化した。この研究では、黒人の学生の知的能力は白人の祖先の割合と相関関係があると主張し、"純粋な黒人、4分の3純粋な黒人、混血、クアドルーンは、白人の知的効率のおおよそ60％、70％、80％、90％をそれぞれ持っている "と述べている。後に『プレイボーイ』誌は、この研究は「人種差別の根拠となる......偽科学的なものであり、信用できない」という論評を添えて、このインタビューを掲載した。 
ユネスコのような国際機関は、人種に関する科学的知識の現状をまとめる決議案を作成し、人種間の対立を解決するための呼びかけを行おうとした。1950年の『人種問題』において、ユネスコは人種分類に生物学的根拠があるという考えを否定しなかったが、その代わりに人種を次のように定義した： 「人種とは、生物学的見地から、ホモ・サピエンスという種を構成する集団のひとつと定義することができる」とし、広義にはコーカソイド、モンゴロイド、ネグロイドと定義したが、「現在では一般に、知能テストはそれ自体で、生来の能力によるものと、環境の影響、訓練、教育の結果によるものを合理的に区別することはできないと認識されている」と述べている。
科学的人種主義は第二次世界大戦後、科学界からほとんど否定されたにもかかわらず、過去数十年間、一部の研究者は人種的優越性に関する理論を提唱し続けてきた。 これらの著者自身は、自分たちの仕事を科学的なものだと考えているが、人種主義という言葉には異論があり、「現実的人種主義」や「民族主義」といった言葉を好む場合がある。 2018年、英国の科学ジャーナリストで作家のアンジェラ・サイニは、こうした考えが主流に戻ることに強い懸念を表明した。 サイニはこの考えに続き、2019年に『スペリオール：人種科学の復権』を出版した 
"第二次世界大戦後の科学的人種差別研究者の一人に、アーサー・ジェンセンがいる。彼の最も著名な著作は『gファクター： The Science of Mental Ability』で、黒人は白人より本質的に知能が低いという説を支持している。ジェンセンは人種による教育の差別化を主張し、教育者は「（生徒の）本性に関するあらゆる事実を十分に考慮しなければならない」と述べている。 ジェンセンに対する批判者は、彼が環境要因を重視していないことを批判している。心理学者のサンドラ・スカールは、ジェンセンの作品を「黒人が自分自身の不甲斐なさによって失敗する運命にあるというイメージを想起させる」と評している。 
J. パイオニア基金（人種、進化、行動）の会長であり、ジェンセンの『gファクター』を擁護するフィリップ・ラシュトン、 もまた、その著書によって科学的人種主義を永続させようとしている。ラシュトンは、「脳の大きさにおける人種差は、おそらく多種多様な生活史的結果の根底にある」と主張している。 ラシュトンの理論は、グレイデ・ホイットニーのような他の科学的人種主義者によって擁護されている。ホイットニーは、アフリカ系の人々の犯罪率が高いのは、部分的には遺伝に起因すると示唆する著作を発表している。ホイットニーは、地域によってアフリカ系住民の犯罪率が高いというデータから、この結論を導き出した。他の研究者は、遺伝的犯罪と人種との関連性を主張する人々は、交絡する社会的・経済的変数を無視し、相関関係から結論を導き出していると指摘している。 
クリストファー・ブランドは、アーサー・ジェンセンの人種による知能の違いに関する研究を支持していた。ブランドの『gファクター :General Intelligence and Its Implications』 は、黒人は白人より知的に劣っていると主張している。彼は、IQ格差に対抗する最善の方法は、IQの低い女性がIQの高い男性と繁殖することを奨励することだと主張している。彼は世論の激しい反発に直面し、彼の仕事は優生学の推進と評された。 ブランドの本は出版社から撤回され、彼はエディンバラ大学の職を解かれた。

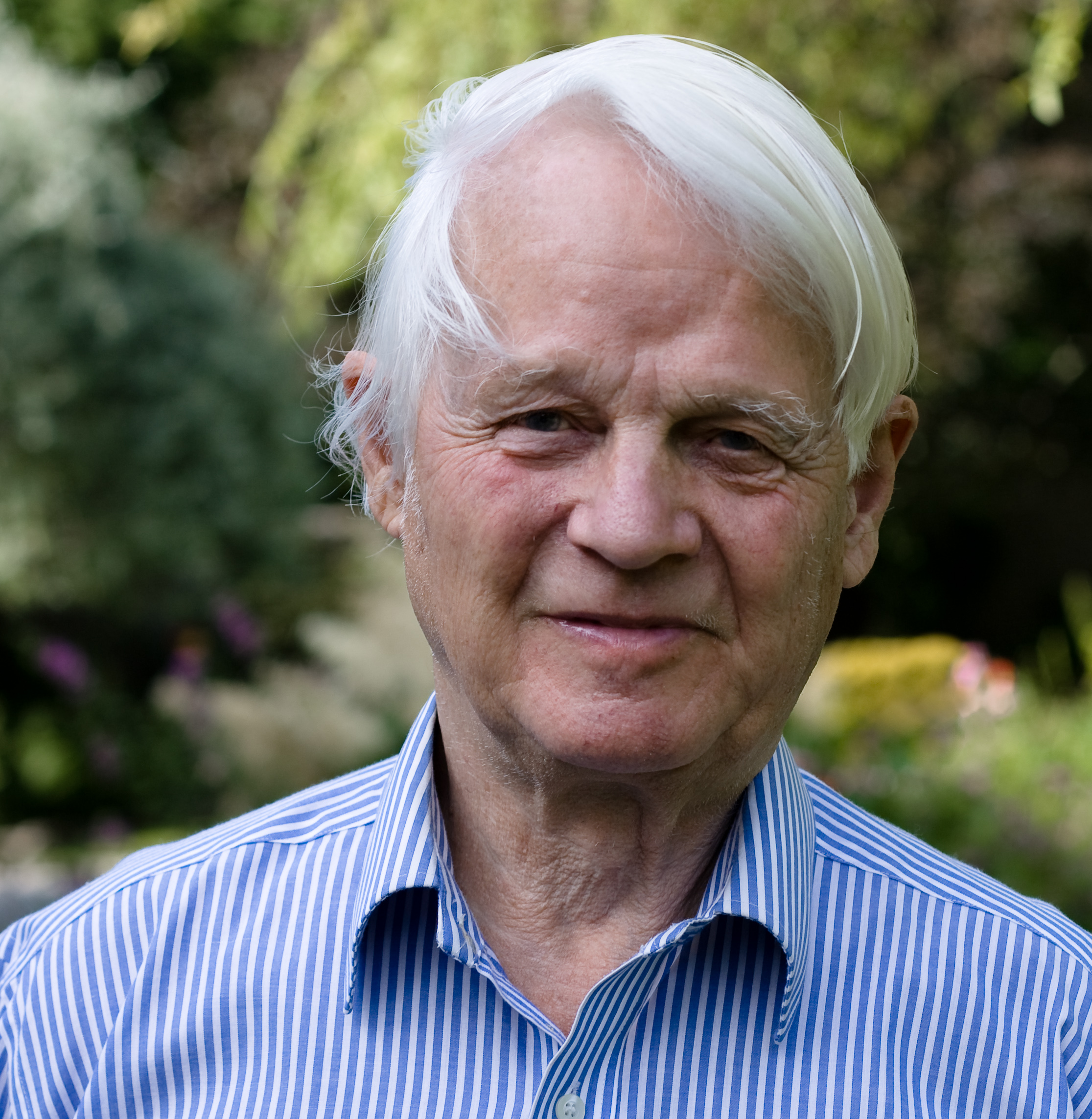
リチャード・リン

心理学者のリチャード・リンは、科学的人種主義の理論を支持する複数の論文と本を出版している。『IQと国富論』の中でリンは、国のGDPは国の平均IQによって大きく左右されると主張している。彼は平均IQとGDPの相関関係からこの結論を導き出し、アフリカ諸国の知能の低さが低成長の原因だと主張する。リンの理論は、単なる相関関係を因果関係があるとして批判されている。 リンは2002年の論文「アフリカ系アメリカ人の肌の色と知能」で、「アフリカ系アメリカ人の知能レベルは、コーカソイドの遺伝子の割合によって大きく左右される」と提唱し、科学的人種主義をより直接的に支持している。 IQと国富論と同様、リンの方法論には欠陥があり、単なる相関関係から因果関係を言い立てている。 
科学的人種主義を提唱する著名な論者としては、チャールズ・マーレイとリチャード・ハーンシュタイン（『The Bell Curve』）、ニコラス・ウェイド（『A Troublesome Inheritance』）などがいる。ウェイドの著書は科学界からの強い反発に直面し、142人の遺伝学者や生物学者が、ウェイドの研究を「人間社会の違いについての議論を支持するために、我々の分野の研究を流用した」とする書簡に署名した。
2020年6月17日、エルゼビア社は、J・フィリップ・ラシュトンとドナルド・テンプラーが2012年にエルゼビア社の学術誌『Personality and Individual Differences』に発表した論文を撤回すると発表した。その記事は、肌の色が人間の攻撃性やセクシュアリティに関係しているという科学的証拠があると偽っていた。
クラレンス・グラヴリーは、糖尿病、脳卒中、癌、低出生体重児といった病状の発生率における格差は、社会的な視点で見るべきだと書いている。彼は人種間の遺伝的差異ではなく、社会的不平等がこれらの差異の原因であると主張している。彼は、異なる人口集団間の遺伝的差異は、人種ではなく、気候や地理に基づくものであると書き、人種間格差の誤った生物学的説明を、医学的転帰の格差につながる社会的状況の分析に置き換えることを求めている。ジョナサン・マークスはその著書『科学は人種差別的か』の中で、人種は存在するが、生物学の領域では自然な分類を欠いていると主張している。人種というカテゴリーを確立するためには、「ワン・ドロップ・ルール」のような文化的ルールを考案しなければならない。マークスによれば、科学者によって広められた人種主義的な考えこそが、科学を人種差別的なものにしているのだという。
ハリエット・ワシントンは、彼女の著書『医療アパルトヘイト』の中で 医学研究と実験における黒人の虐待について述べている。同意書に不明瞭な文言が使われたり、治療のリスクや副作用が記載されなかったりすることで、黒人は騙されて医学実験に参加させられた。ワシントンは、黒人は適切な医療を拒否されていたため、しばしば医療の助けを切実に求めており、医学実験者たちはその必要性を利用することができたと述べている。ワシントンはまた、こうした実験の結果、治療法が完成し、改良されたとしても、黒人がその治療の恩恵を受けることはほとんどなかったと強調する。

米国人類遺伝学会（ASHG）による2018年の声明は、"遺伝的多様性の価値を否定し、白人至上主義のインチキな主張を補強するために、信用できない、あるいは歪曲された遺伝概念を利用するグループの復活 "に警鐘を鳴らした。ASHGはこれを「人種差別イデオロギーを助長するための遺伝学の悪用」と非難し、白人至上主義者の主張の根拠となっているいくつかの事実誤認を強調した。この声明は、遺伝学が「人間を生物学的に異なるサブカテゴリーに分けることはできないことを証明している」と断言し、「"人種純潔 "という概念が科学的に無意味であることを暴露している」と述べている。

## Further reading
- "Race, Evolution and the Science of Human Origins" by Allison Hopper, Scientific American (July 5, 2021).
- Fact Sheet on Eugenics and Scientific Racism from the National Human Genome Research Institute
- Scientific racism, history of at Encyclopedia.com (Cengage)
- The Mis-portrayal of Darwin as a Racist – Refutes claims that Darwin was a racist or that his views inspired the Nazis
- Purves D; Augustine GJ; Fitzpatrick D, eds (2001). “Box D. Brain Size and Intelligence”. Neuroscience (2nd ed.). Sunderland, MA: Sinauer Associatesetal
- Reviews of Race: The Reality of Human Differences
- RaceSci: History of Race in Science Archived February 11, 2021, at the Wayback Machine.
- Gardner, Dan. Race Science: When Racial Categories Make No Sense. The Globe and Mail, October 27, 1995.
- Institute for the study of academic racism (ISAR)
- Race, Science, and Social Policy. From Race: The Power of an Illusion. PBS.
- "How Can We Curb the Spread of Scientific Racism?" a review of Superior: The Return of Race Science by Angela Saini
- Ball (2021年6月9日). “The unwelcome revival of 'race science': 20 years after the human genome was first sequenced, dangerous gene myths abound”. The Guardian. Template:Cite webの呼び出しエラー：引数 accessdate は必須です。
- The Asian/Pacific/American Institute at New York University's Timeline of Scientific Racism,